# 알프레드 스티글리츠
알프레드 스티글리츠HonFRPS(Alfred Stieglitz, /ˈstiːɡlɪts/, 1864년 1월 1일~1946년 7월 13일)는 미국의 사진작가이자 근대 미술의 후원자로, 50년에 걸친 활동을 통해 사진을 예술의 한 형태로 정립하는 데 중요한 역할을 한 인물이다. 사진 작품 외에도, 그는 20세기 초 뉴욕에서 여러 미술 갤러리를 운영하며 미국에 유럽 아방가르드 작가들을 소개한 것으로 잘 알려져 있다. 그는 화가 조지아 오키프와 결혼하였다.

## 어린 시절과 교육

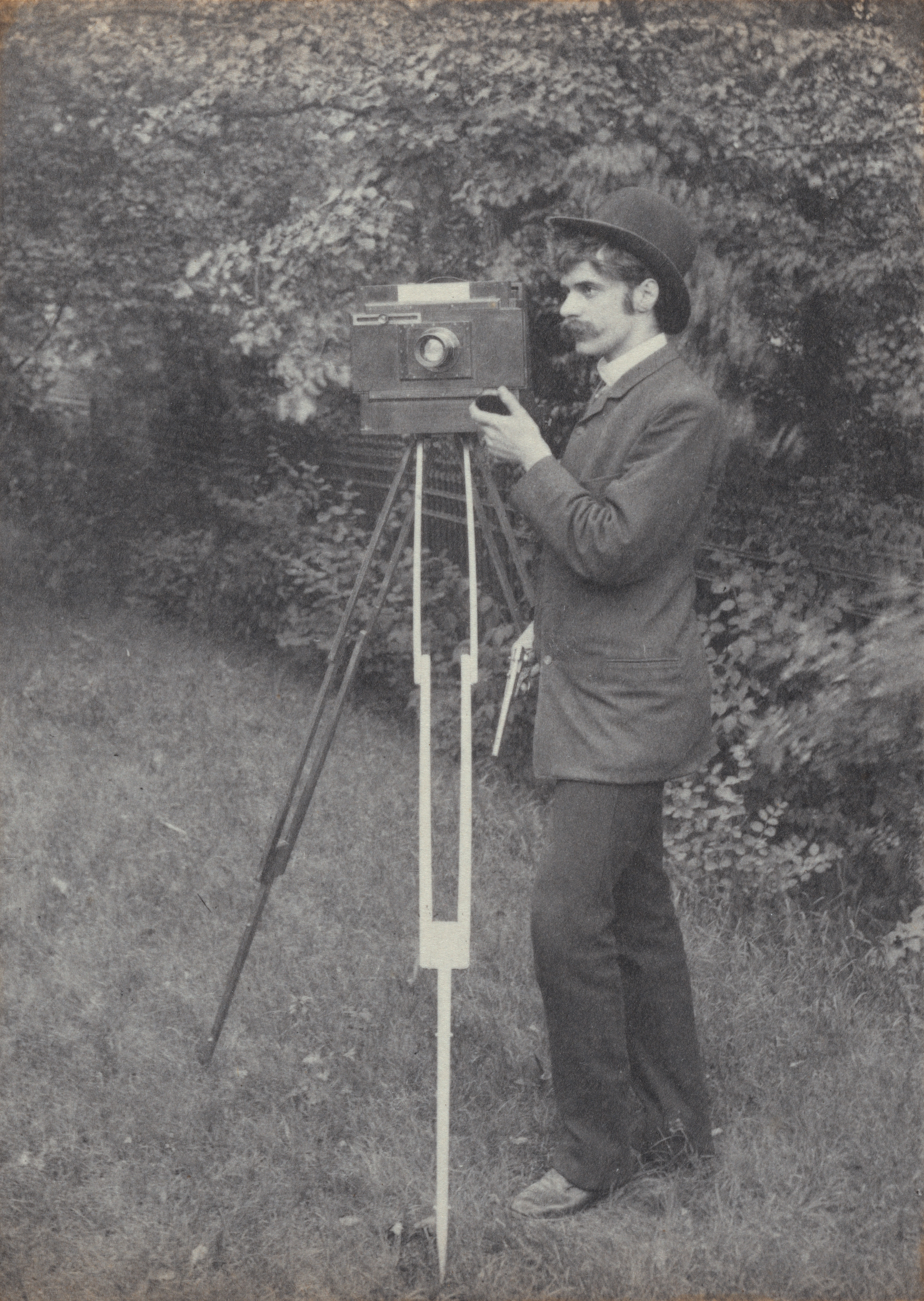
스티글리츠의 자화상, 1886년, 내셔널 갤러리 오브 아트 소장

앨프리드 스티글리츠는 뉴저지주 호보컨에서 독일계 유대인 이민자인 에드워드 스티글리츠(Edward Stieglitz, 1833~1909)와 헤드비히 안 베르너(Hedwig Ann Werner, 1845~1922)의 장남으로 태어났다. 그의 아버지는 남북 전쟁 당시 북군의 중위로 복무했으며, 이후 모직 상인으로 일했다. 그는 플로라(1865~1890), 쌍둥이 줄리어스(1867~1937)와 레오폴드(1867~1956), 애그니스(1869~1952), 셀마(1871~1957) 등 다섯 명의 형제자매가 있었다. 스티글리츠는 쌍둥이 동생들의 돈독한 관계를 보며, 어린 시절 자신에게도 그런 ‘영혼의 동반자’가 있었으면 하고 바랐다.
1871년, 스티글리츠는 뉴욕에 있는 기독교계 학교인 샤를리에 인스티튜트(Charlier Institute)에 입학했다. 다음 해부터 그의 가족은 여름마다 애디론댁 산맥의 레이크조지 타운에서 시간을 보내기 시작했으며, 이 전통은 스티글리츠가 성인이 된 이후에도 계속되었다.
그가 뉴욕 시립대학(City College of New York)에 입학할 자격을 갖추기 위해, 고등학교 3학년 때 공립학교에 다니게 되었지만 교육 수준이 미흡하다고 느꼈다. 1881년, 아버지 에드워드는 회사를 40만 달러에 매각하고, 자녀들에게 더 나은 교육을 받게 하기 위해 가족과 함께 몇 년간 유럽으로 이주했다. 스티글리츠는 독일의 카를스루에의 실업 고등학교(Realgymnasium)에 입학했다. 그 이듬해, 그는 베를린 공과대학에서 기계공학을 공부했다. 그곳에서 그는 사진 현상에 관한 화학 공정을 연구하던 과학자 헤르만 빌헬름 포겔의 화학 수업을 수강했다. 스티글리츠는 포겔에게서 학문적인 도전과 더불어 자신이 점점 더 관심을 갖게 된 예술과 문화에 대한 열정을 해소할 수 있는 출구를 발견했다. 그는 연간 1,200달러(2024년 기준 약 39,099달러에 해당하는 금액)의 수당을 받았다.

## 사진에 대한 초기 관심

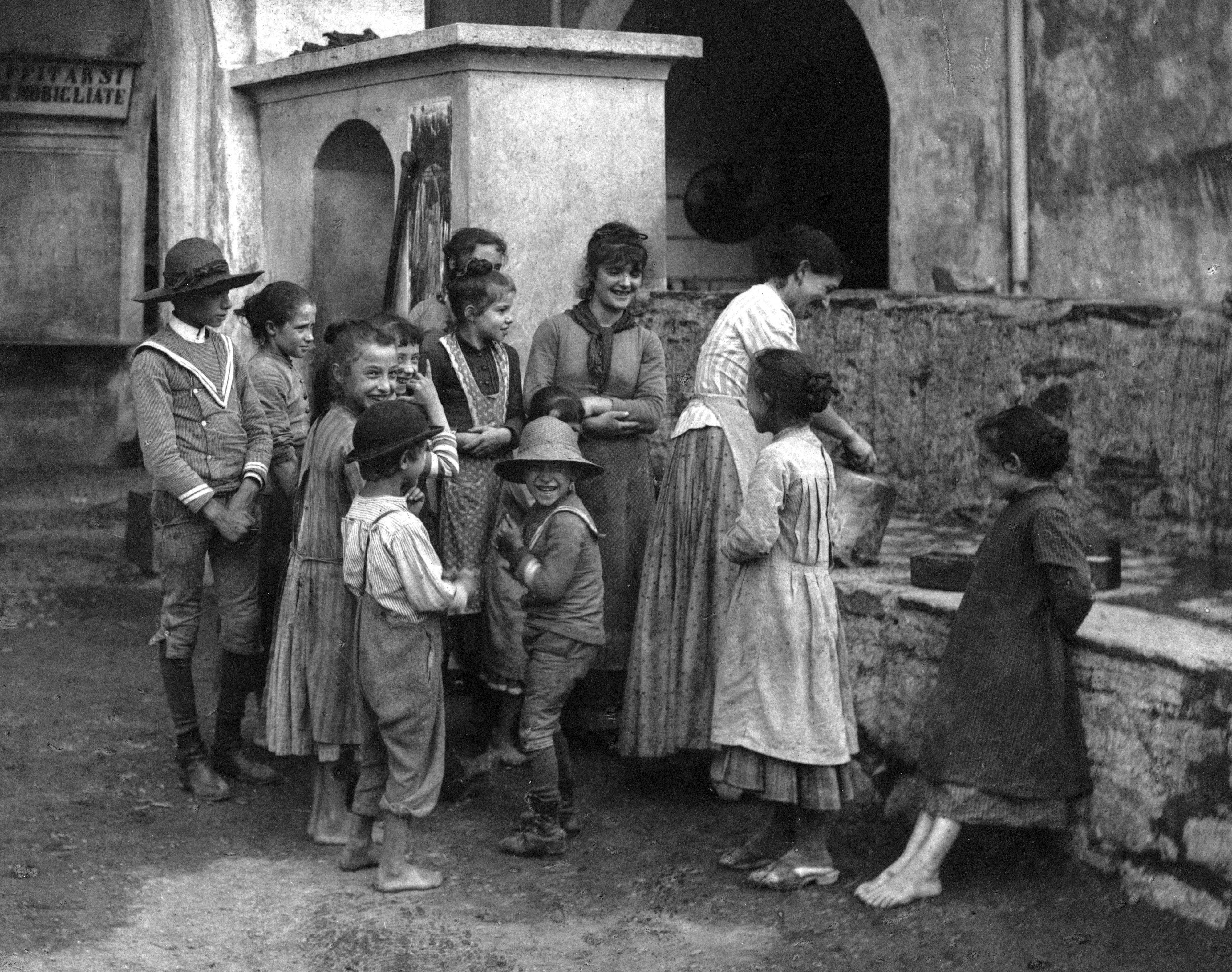
알프레드 스티글리츠, 《마지막 농담, 벨라조》, 1887년

1884년, 스티글리츠의 부모는 미국으로 돌아갔지만, 당시 20세였던 스티글리츠는 독일에 남아 유럽과 미국의 사진 및 사진작가들에 관한 책을 수집했다. 그는 처음으로 8×10 플레이트 필름 카메라를 구입하고 네덜란드, 이탈리아, 독일 등을 여행하며 시골 풍경과 농민들을 촬영했다. 훗날 그는 사진에 대해 이렇게 회고했다.
“사진은 처음에는 장난감처럼, 그 다음에는 열정으로, 결국에는 집착으로 나를 사로잡았다.”
독학을 통해 그는 사진을 하나의 예술 형식으로 인식하게 되었다. 1887년, 그는 첫 번째 글인 '독일의 아마추어 사진에 대하여(A Word or Two about Amateur Photography in Germany)'를 새로 창간된 잡지 《아마추어 포토그래퍼》에 기고했다.
같은 해, 그는 《마지막 농담, 벨라조》라는 작품으로 《아마추어 포토그래퍼》 사진 공모전에서 1등을 수상했다. 이듬해에는 같은 대회에서 1등과 2등을 동시에 수상했고, 독일과 영국의 여러 사진 잡지들이 그의 작품을 게재하면서 그의 명성이 퍼지기 시작했다.
1890년, 여동생 플로라가 출산 도중 사망하자, 스티글리츠는 뉴욕으로 돌아왔다.

## 경력

### 뉴욕과 카메라 클럽 (1891~1901)

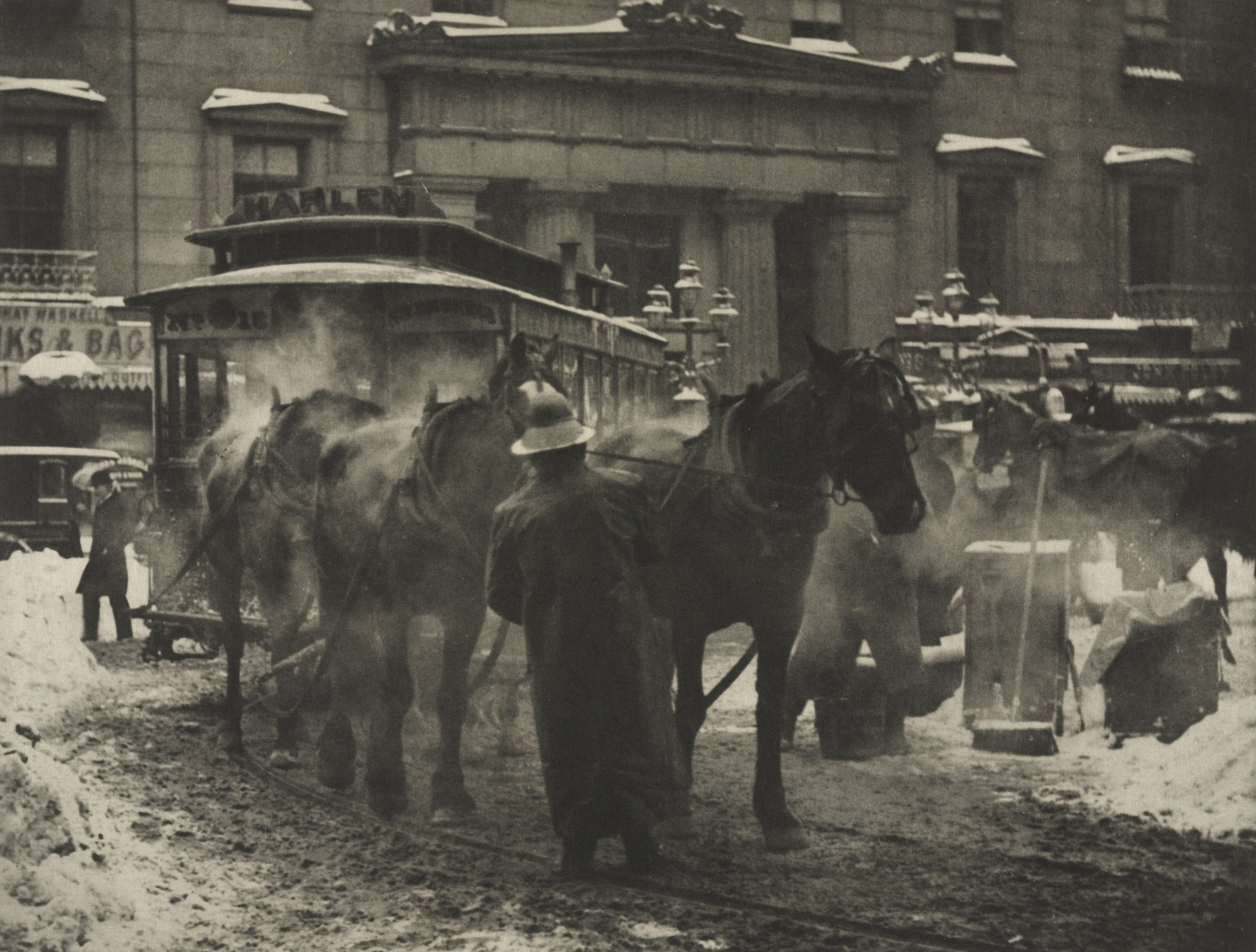
알프레드 스티글리츠, 《터미널》, 1893년

스티글리츠는 자신을 예술가로 여겼지만, 사진을 판매하는 것은 거부했다. 그의 아버지는 그가 선택한 직업으로 생계를 이어갈 수 있도록 작은 사진 관련 사업체를 사주었다. 그는 고품질의 이미지를 요구했고 직원들에게도 높은 임금을 지급했기 때문에, 포토크롬 인그레이빙 컴퍼니는 거의 수익을 내지 못했다.
1892년 말, 스티글리츠는 처음으로 휴대용 카메라인 Folmer and Schwing 4×5 플레이트 필름 카메라를 구입했다. 그는 사진을 예술의 한 형태로 다룬 잡지 기사들로 명성을 얻게 되었다. 1893년 봄, 그는 《아메리칸 아마추어 포토그래퍼(The American Amateur Photographer)》의 공동 편집자가 되었다. 자신의 의견이 편향되어 보이는 것을 피하고자, 또 포토크롬이 잡지의 포토그라비어를 인쇄하고 있었기 때문에, 스티글리츠는 급여를 받지 않기로 했다.

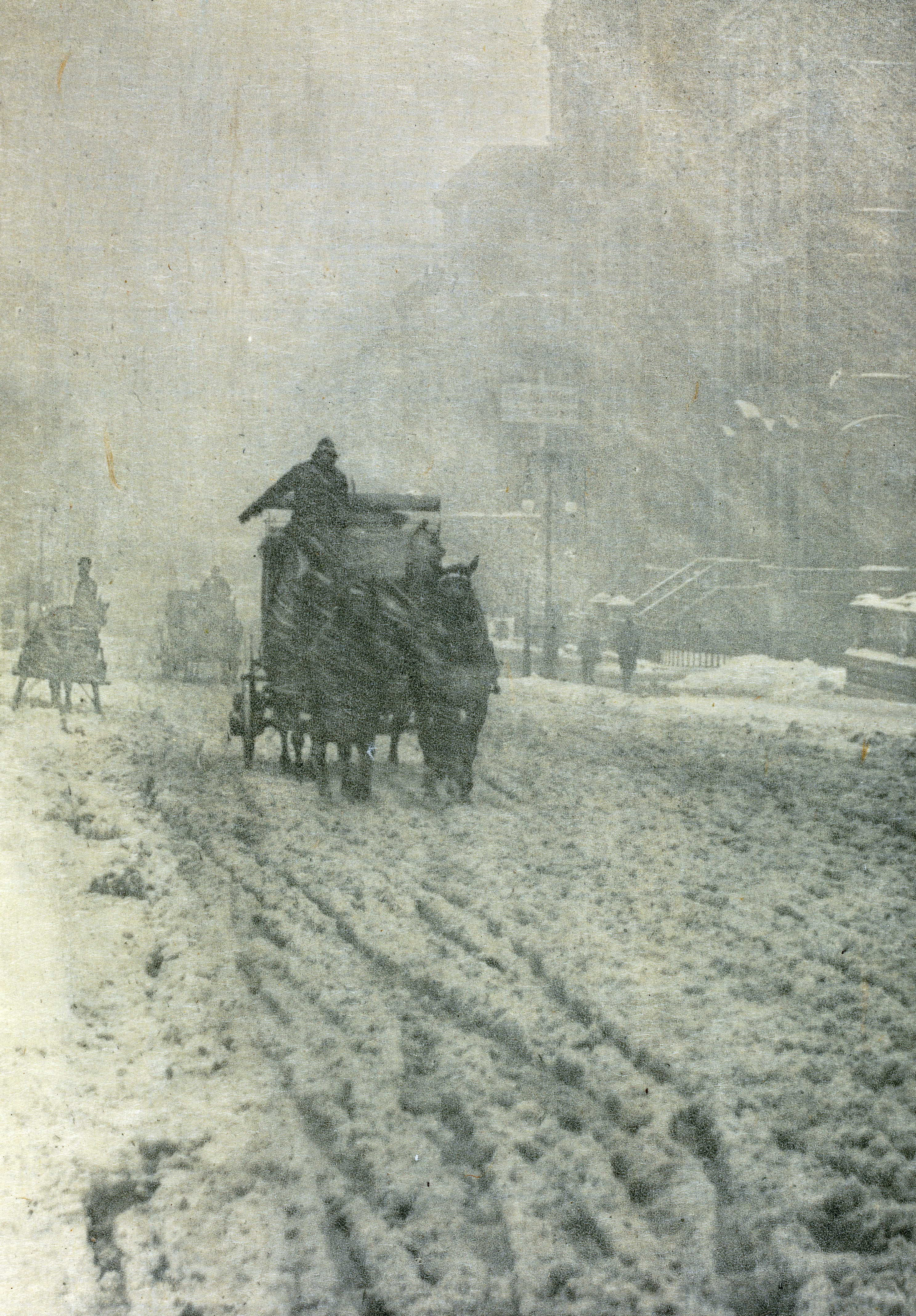
알프레드 스티글리츠, 《겨울 – 피프스 애비뉴》, 1893년

1893년 11월 16일, 29세의 스티글리츠는 절친한 친구이자 사업 동료였던 조 오버마이어의 여동생이자 맥주 제조업자 새뮤얼 리브만의 손녀인 20세의 에멜린(‘에미’로 불림) 오버마이어와 뉴욕에서 결혼했다. 그는 훗날 자신이 에미를 사랑하지 않았으며 결혼 후 최소 1년간 결혼이 실제로 이뤄지지 않았다고 회상했다. 에미는 부유한 양조업자의 딸로 아버지에게서 상속받은 재산이 있었다. 스티글리츠는 에미가 자신의 예술적‧문화적 관심사를 공유하지 않는다는 이유로 결혼을 후회하게 되었고, 그의 전기 작가 리처드 휠런은 두 사람의 관계를 "스티글리츠는 에미가 자신의 쌍둥이처럼 되지 않는다는 이유로 격하게 원망했다"고 묘사했다. 그는 평생 젊은 여성들에 대한 욕망을 유지했다.

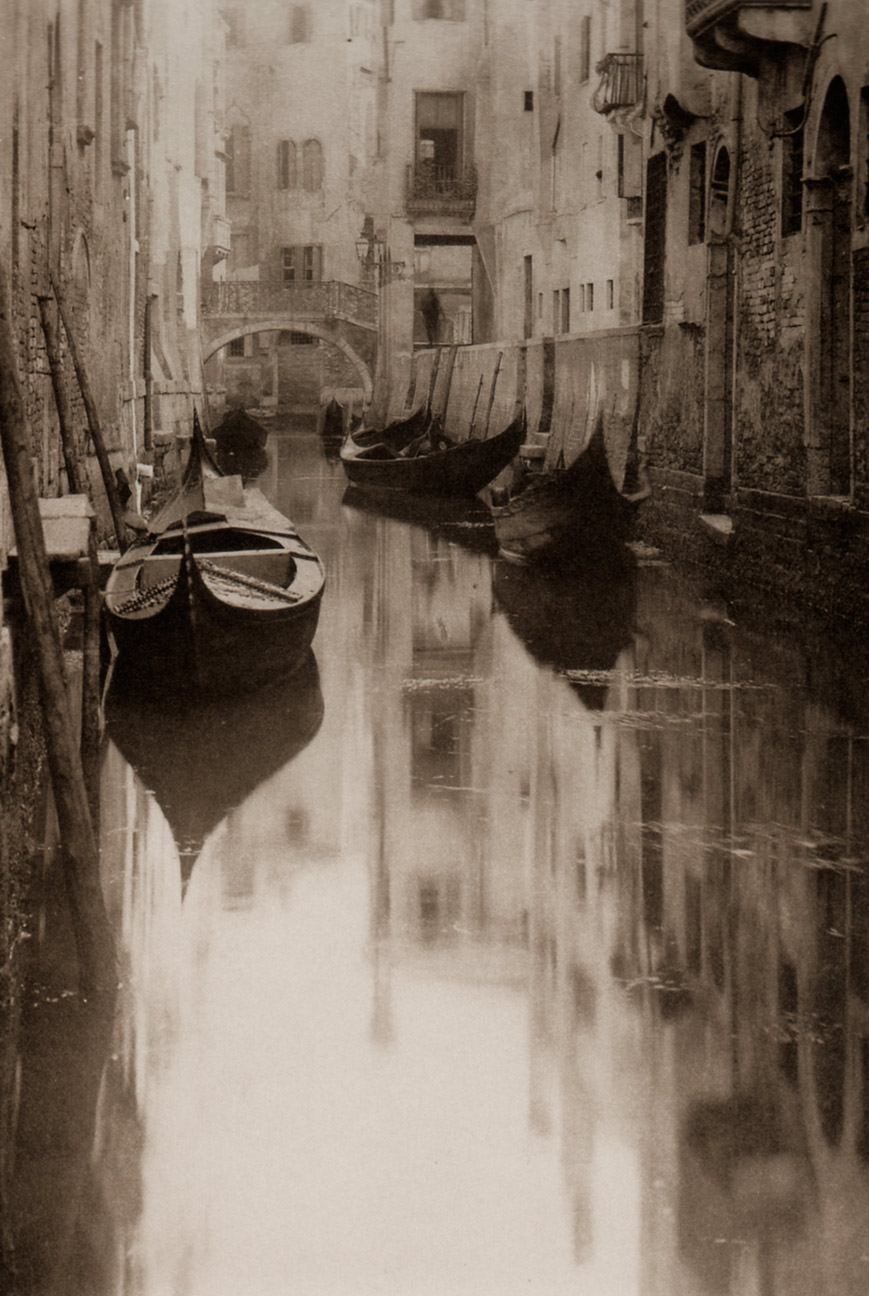
알프레드 스티글리츠, 《베네치아 운하》, 1894년

스티글리츠는 영국의 사진가 단체인 링크드 링(The Linked Ring)에 미국인으로서는 처음으로, 그것도 만장일치로 회원으로 받아들여졌다. 그는 이 일을 계기로 미국에서도 사진을 예술로 인정받게 하겠다는 결심을 더욱 굳히게 되었다.
1896년 5월, 두 개의 사진 단체가 통합되어 뉴욕 카메라 클럽(The Camera Club of New York)이 탄생했다. 스티글리츠는 회장직을 제안받았으나 부회장을 맡았다. 그는 클럽의 프로그램을 기획했고 조직의 거의 모든 일에 관여했다. 저널리스트 시어도어 드라이저에게는 “클럽을 거대하게 만들고, 그 활동을 탁월하게 하며, 권위를 절대적인 것으로 만들어서 클럽 안팎의 개인 예술가들이 마땅히 인정을 받을 수 있도록 하고 싶다”고 밝혔다.
스티글리츠는 클럽의 소식지를 《카메라 노트》(Camera Notes)라는 이름의 정식 잡지로 전환하였고, 완전한 편집권을 부여받았다. 첫 호는 1897년 7월에 발행되었으며, 곧 세계 최고의 사진 잡지로 평가받았다. 이후 4년간 스티글리츠는 《카메라 노트》를 통해 예술로서의 사진을 옹호했으며, 예술과 미학에 대한 글과 미국 및 유럽의 선도적인 사진작가들의 작품을 함께 실었다. 비평가 사다키치 하르트만은 “예술 사진, 카메라 클럽, 그리고 알프레드 스티글리츠는 모두 같은 것을 의미한다고 느껴졌다”고 평했다.
그는 자신의 사진 작업도 계속했다. 1896년 말, 그는 자신의 첫 번째 작품집인 《Picturesque Bits of New York and Other Studies》의 포토그래비어를 손수 인쇄했다. 그는 유럽과 미국의 전시회에 계속 참가했고, 1898년까지 사진작가로서의 명성을 확고히 했다. 그가 가장 아꼈던 작품인 《겨울 – 피프스 애비뉴》는 75달러(2024년 기준 약 2,835달러)에 팔렸다.
1898년 9월 27일, 스티글리츠의 딸 캐서린(‘키티’)이 태어났다. 부부는 에미의 유산으로 가정교사, 요리사, 하녀를 고용했다. 스티글리츠는 딸이 태어난 후에도 예전과 같은 속도로 일했으며, 그로 인해 부부는 사실상 같은 집에 살면서도 각자의 삶을 살았다.
1899년 5월, 스티글리츠는 카메라 클럽에서 87점의 작품으로 구성된 개인전을 열었다. 전시 준비와 《카메라 노트》 제작은 그의 건강에 큰 부담을 주었고, 그는 친구 조지프 케일리와 달렛 푸제(둘 다 클럽 비회원)를 부편집자로 들여 부담을 덜려 했다. 외부인의 개입과 자신의 영향력이 줄어드는 것에 불만을 가진 기존 회원들은 스티글리츠의 편집권에 반대하는 운동을 벌이기 시작했다. 스티글리츠는 1900년 한 해 동안 이에 맞서기 위해 대부분의 시간을 행정 싸움에 소모했다.
결국 클럽 운영의 계속된 스트레스로 인해, 그는 다음 해 첫 번째 신경 쇠약을 겪고 쓰러졌다. 그는 여름 내내 가족의 별장인 ‘오크론’(Lake George)에서 요양했다. 뉴욕으로 돌아온 그는 《카메라 노트》 편집자직에서 사임한다고 발표했다.

### 사진분리파와 《카메라 워크》(1902~1907)

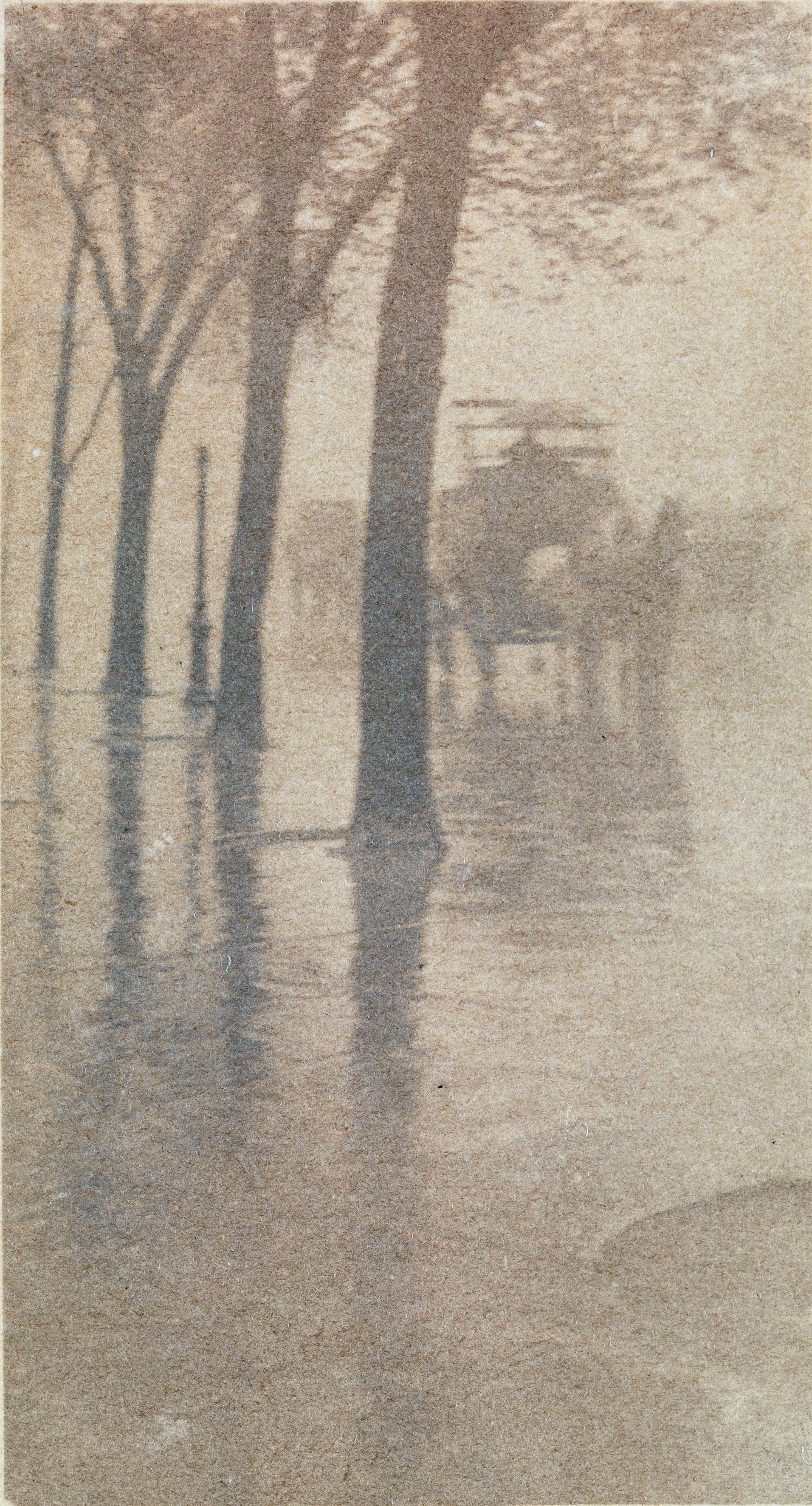
알프레드 스티글리츠, 《봄비, 마차》, 1899년~1900년

사진가 에바 왓슨-슈체는 스티글리츠에게, 화가나 다른 예술가가 아닌 사진의 기술적 특성을 아는 ‘사진가들’만으로 구성된 심사위원단이 참여하는 전시회를 열 것을 권유했다.[13] 1901년 12월, 그는 내셔널 아트 클럽(National Arts Club)의 찰스 디케이(Charles DeKay)로부터 전시를 준비해달라는 초청을 받았고, 스티글리츠는 "자신의 기호에 따라 전시를 완전히 주도할 수 있는 권한"을 부여받았다. 두 달도 채 지나지 않아 그는 자신의 가까운 지인들로 구성된 사진 작품들을 모아 전시를 기획했고, 뮌헨의 사진가들에 경의를 표하며 이 모임을 ‘사진분리파(Photo-Secession)’라 명명했다. 이는 단지 당대 예술의 전반적인 제약에서 벗어나려는 선언일 뿐 아니라, 특히 카메라 클럽의 공식적인 통제에서 벗어나겠다는 의미이기도 했다.
그는 사진분리파의 예술적 기준을 이어갈 독립적인 사진 잡지를 만들 계획을 구상하기 시작했다. 7월이 되자 그는 《카메라 노츠(Camera Notes)》의 편집자직에서 완전히 사임했고, 한 달 후에는 새로운 잡지 《카메라 워크》(Camera Work)의 창간 취지를 담은 안내문을 발표했다. 그는 이 잡지를 “가장 훌륭하고 가장 고급스러운 사진 출판물”로 만들겠다는 각오였다. 같은 해 12월, 첫 번째 호가 발간되었고 이후 모든 호에는 직접 인쇄한 포토그라비어(사진판화) 작품, 사진과 미학, 예술에 관한 비평적 글, 사진가와 전시에 대한 평론 등이 담겼다. 《카메라 워크》는 “시각적 표현에 초점을 맞춘 최초의 사진 전문 저널”이었다.
완벽주의자였던 스티글리츠는 《카메라 워크》의 모든 측면에서 그 성향을 드러냈다. 그는 사진판화의 인쇄 품질을 지금까지와는 비교할 수 없을 정도로 높게 요구하며, 사진판화 기술의 예술적 수준을 끌어올렸다. 그 품질이 얼마나 뛰어났는지를 보여주는 일화가 있다. 브뤼셀에서 열린 사진분리파 전시에 작품 원본이 제때 도착하지 못했을 때, 잡지에 실린 사진판화를 대신 전시했는데, 대부분의 관람객들은 그것을 실제 사진 원본으로 착각했다.
1903년 내내 스티글리츠는 《카메라 워크》 발간과 자신의 작품 및 사진분리파 작가들의 전시 준비에 몰두했으며, 동시에 가정 문제로 인한 스트레스도 겪고 있었다. 룩셈부르크계 미국인 사진가 에드워드 스타이헨은 후에 명작 전시 《패밀리 오브 맨(The Family of Man)》을 기획하게 되며, 《카메라 워크》에서 가장 자주 소개된 사진가였다. 스티글리츠는 《카메라 노츠》 시절의 부편집자였던 푸게(Fuguet), 케일리(Keiley), 스트라우스(Strauss)를 《카메라 워크》로 함께 데려왔다. 그는 훗날 《카메라 워크》의 발행 기간 동안 약 35,000부의 잡지를 직접 포장해 발송했다고 회상했다.

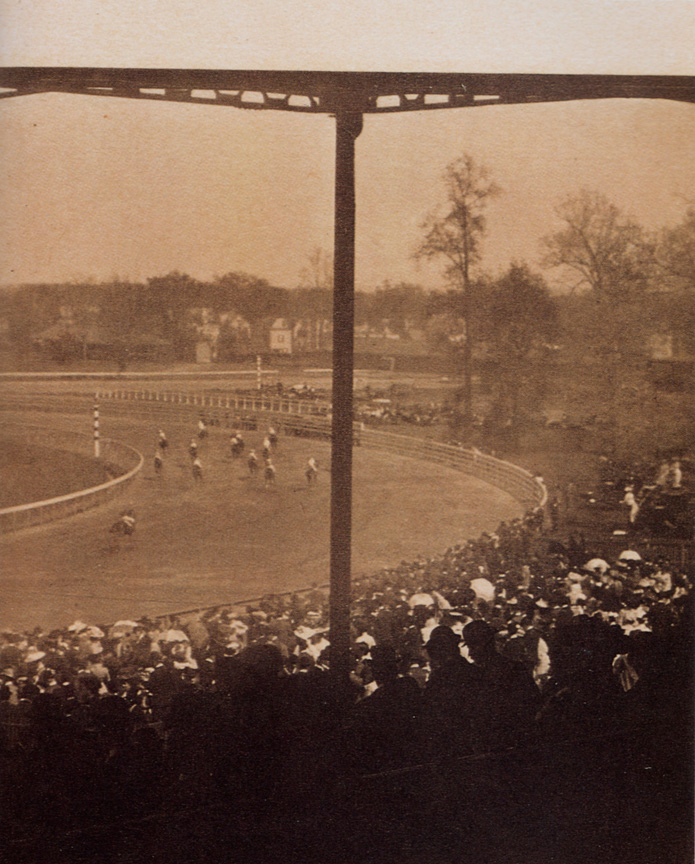
알프레드 스티글리츠, 《출발점으로 가는 중》, 1905년

1905년 11월 25일, ‘사진분리파의 작은 화랑(Little Galleries of the Photo-Secession)’이 5번가 291번지(291 Fifth Avenue)에 문을 열었다. 전시에는 서른아홉 명의 사진가가 제출한 백 점의 작품이 포함되었다. 유럽에서 돌아온 스타이켄의 제안으로, 스티글리츠는 스타이켄의 아파트 맞은편에 있던 세 개의 방을 임대하여 전시장으로 사용했다. 이 갤러리는 즉각적인 성공을 거두었고, 첫 시즌에만 약 15,000명의 방문자가 다녀갔으며, 사진 작품 판매 수익도 거의 2,800달러에 달했다. 이 중 절반 이상은 스타이켄의 작품 판매 수익이었다.
스티글리츠는 여전히 가족보다는 사진에 모든 정열을 쏟았다. 그를 사랑받는 남편이 되리라 기대했던 에미(Emmy)는 그럼에도 불구하고 상속받은 재산으로 스티글리츠에게 생활비를 계속 지급했다.
1906년 10월 《카메라 워크》에서 그의 친구 조지프 케일리(Joseph Keiley)는 이렇게 썼다.
“오늘날 미국에서는 사진분리파가 설립된 본래의 싸움, 즉 사진을 하나의 회화적 표현 수단으로 진지하게 인정받게 하는 일이 마침내 이루어졌다.”
두 달 뒤, 42세의 스티글리츠는 28세의 영국의 화가 파멜라 콜먼 스미스를 만나게 된다. 그녀는 자신의 드로잉과 수채화를 화랑에 전시하고 싶어 했다. 스티글리츠는 사진과 드로잉을 비교해보면 사진의 가능성과 한계를 가늠해볼 수 있을 것이라 판단하고 그녀의 전시를 허락했다. 그녀의 전시는 1907년 1월에 열렸고, 그 전까지의 어떤 사진 전시보다 많은 관람객이 다녀갔다. 전시된 작품들은 곧 모두 팔렸다. 스티글리츠는 이 인기에 힘입어 그녀의 작품을 사진으로 촬영한 후, 그것을 백금인화로 제작하여 별도의 사진집으로 발간했다.

### 《제3등 선실》(The Steerage), ‘291’ 갤러리, 그리고 현대 미술 (1907~1916)

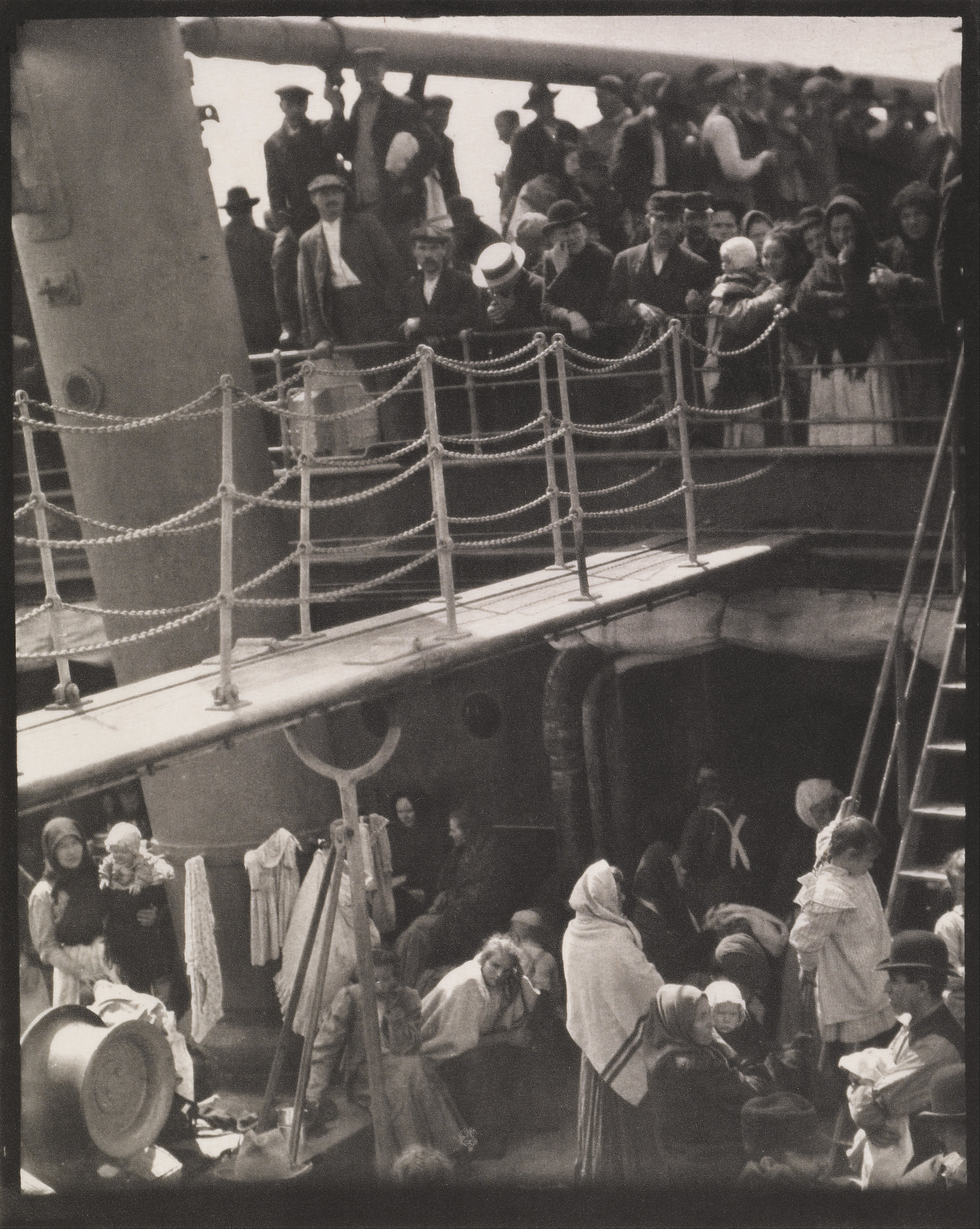
알프레드 스티글리츠, 《제3등 선실》, 1907년

1907년 늦봄, 스티글리츠는 친구이자 사진가인 클라렌스 허드슨 화이트와 함께 일련의 실험적인 사진 작업을 진행했다. 그들은 두 명의 모델을 대상으로 의복을 입은 상태와 누드 상태 모두를 촬영했고, 톤 조정, 왁싱, 백금 인화 위에 드로잉을 더하는 등 특이한 인화 기법으로 일부 작품을 출력했다. 스티글리츠는 이 작업을 통해 “카메라로는 불가능하다고 여겨지던 것들”을 극복했다고 표현했다.
이 해 그는 《카메라 워크》의 구독자 감소와 갤러리 수익 악화로 인해 연 수입이 400달러도 채 되지 않았다.

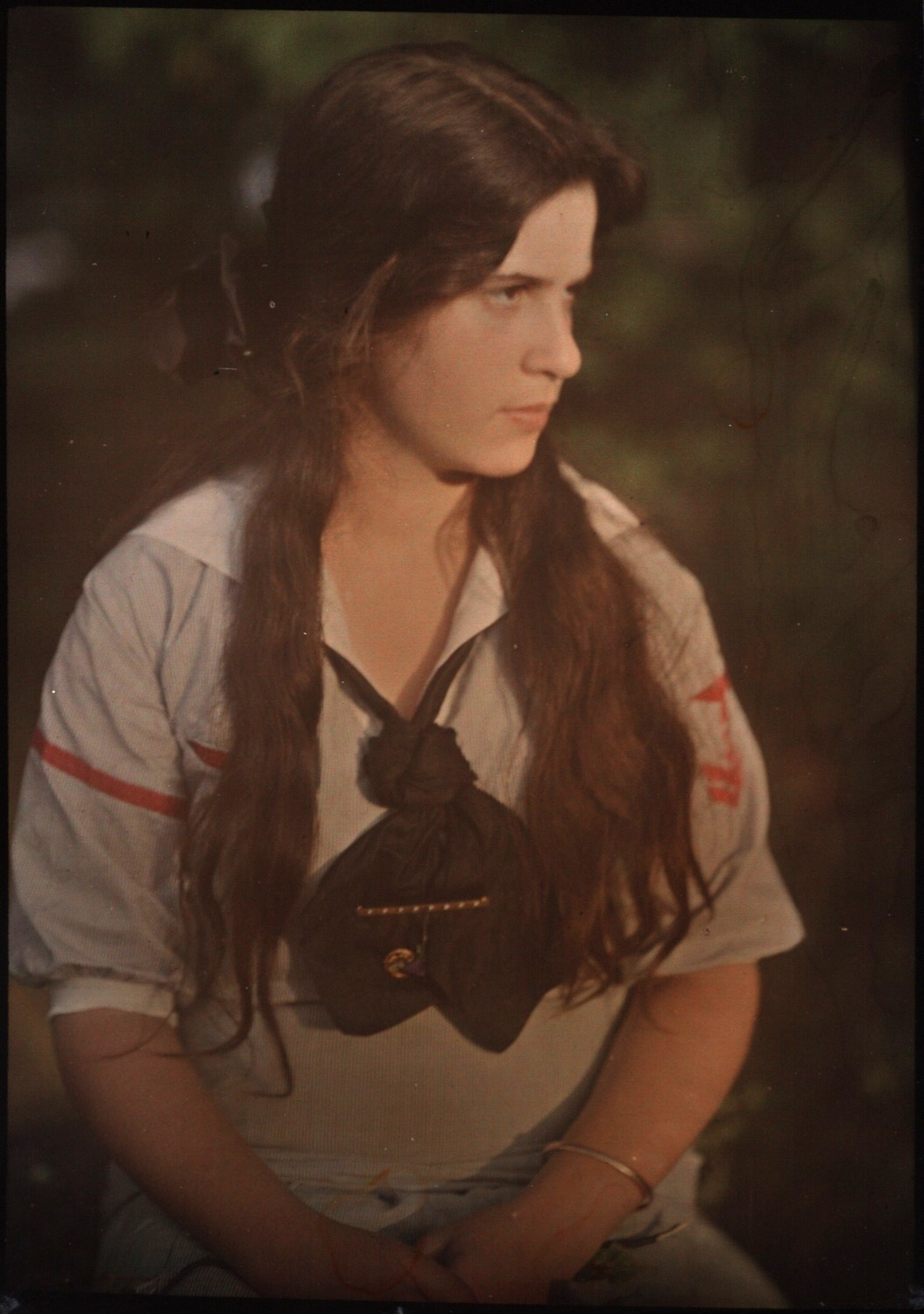
딸 캐서린 스티글리츠, 오토크롬 사진, 1910년경

유럽으로 가는 길에 스티글리츠는 훗날 자신의 대표작이자 20세기 가장 중요한 사진 중 하나로 평가받는 《제3등 선실》(The Steerage)을 촬영했다.
스티글리츠는 로댕의 성적으로 노골적인 드로잉과 같은 논란이 예상되는 예술작품들을 보다 이해하기 쉬운 예술, 그리고 사진 작품들과 섞어서 전시했다. 스타이켄은 이를 “이해 가능한 예술”이라 불렀다. 그는 이를 통해 “회화가, 드로잉 작가, 조각가, 사진가라는 다양한 예술가들 간의 차이와 유사성을 관객이 보고, 토론하고, 숙고할 수 있는 대화를 형성하려 했다”고 설명했다. 또한 유럽과 미국 예술가, 원로 작가와 신진 작가 간의 비교 역시 염두에 두었다. 이 시기 내셔널 아트 클럽은 현대 미술 특별전을 개최했으며, 스티글리츠, 스타이켄, 카세비어, 화이트 등의 사진 작품과 함께 메리 카사트, 윌리엄 글래컨스, 로버트 헨라이, 제임스 맥닐 휘슬러 등의 회화가 함께 전시되었다. 이는 미국에서 사진가들이 화가들과 대등한 예술가로 인정받은 최초의 대형 전시 중 하나로 평가된다.
1908년과 1909년 대부분의 시간 동안 스티글리츠는 ‘291’ 갤러리 전시 기획과 《카메라 워크》 발간에 전념했다. 이 시기에는 그의 대표작 모음집 《Alfred Stieglitz: The Key Set》에 포함된 사진은 없다.
1910년, 스티글리츠는 올브라이트 미술관 관장으로부터 당대 최고의 사진들을 선보이는 대규모 전시를 기획해달라는 요청을 받았다. 《카메라 워크》에는 이 전시에 대한 공개 모집 공고가 실렸지만, 스티글리츠가 전시를 주도한다는 사실이 알려지자 비판이 다시 일어났다. 《아메리칸 포토그래피》(American Photography)지는 사설에서 이렇게 썼다:
“스티글리츠는 이제 자신이 후원하는 전시에서 보이는 특정 스타일에 부합하지 않는 사진 작품의 예술적 가치를 제대로 인식하지 못하게 되었다. 한 세대 전만 해도 사진분리파는 진보적이고 시대를 앞서갔지만, 이제는 가장 위험한 유형의 반동 세력이 되었다.”
이에 대해 스티글리츠는 동료 사진가 조지 실리에게 다음과 같은 편지를 썼다:
“지금은 사진분리파의 명예뿐 아니라 사진 전체의 명예가 걸려 있는 순간이며, 나는 우리가 승리할 수 있도록 가능한 모든 힘을 모을 것이다.”
1911년과 1912년 초 동안, 스티글리츠는 ‘291’에서 획기적인 현대 미술 전시들을 기획했고, 《카메라 워크》에서도 사진과 함께 새로운 미술을 적극적으로 소개했다. 1912년 여름, 그는 사진 외 예술에 깊이 빠져 있었고, 결국 1912년 8월호는 마티스와 피카소만을 다룬 특집호로 꾸몄다.

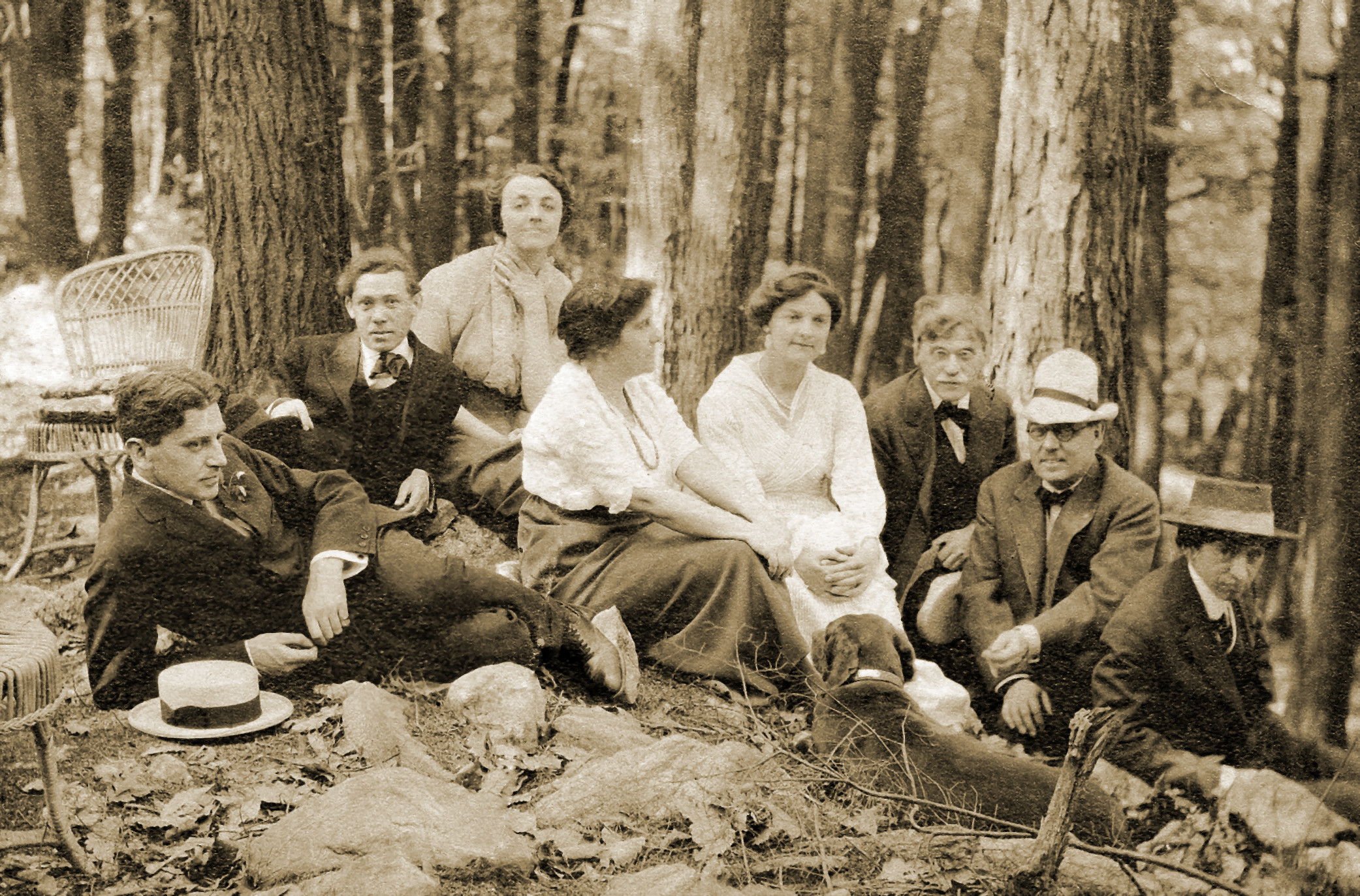
1912년 예술가 단체 사진 (왼쪽부터): 폴 해빌랜드, 에이브러햄 워코위츠, 캐서린 로즈, 스티글리츠의 첫 번째 부인 에밀리, 아그네스 마이어, 알프레드 스티글리츠, 존 배럿 커풋, 존 마린

1912년 말, 화가 월터 팩, 아서 보언 데이비스, 월트 쿤이 현대미술 전시회를 기획했고, 스티글리츠는 ‘291’에서 보유 중이던 현대미술 작품 일부를 전시에 대여했다. 그는 클로드 모네, 오딜롱 르동, 메이블 닷지 루한, 이사벨라 스튜어트 가드너와 함께 명예 부회장으로 이름을 올리는 데에도 동의했다. 이듬해 2월, 미국 미술계의 전환점이 된 아모리 쇼가 뉴욕에서 개막했고, 현대미술은 뉴욕 전역에서 화제가 되었다. 스티글리츠는 이 전시의 인기를 자신이 지난 5년간 ‘291’에서 시도해온 실험들이 정당했음을 입증하는 것으로 여겼다. 스티글리츠는 자신의 사진을 ‘291’에 따로 전시하며 암허리 쇼와 동시에 관람할 수 있도록 했다. 그는 나중에 이를 “학생들과 대중이 두 매체(사진과 회화)의 자리와 목적을 보다 명확히 이해할 수 있는 최고의 기회”라고 회상했다.

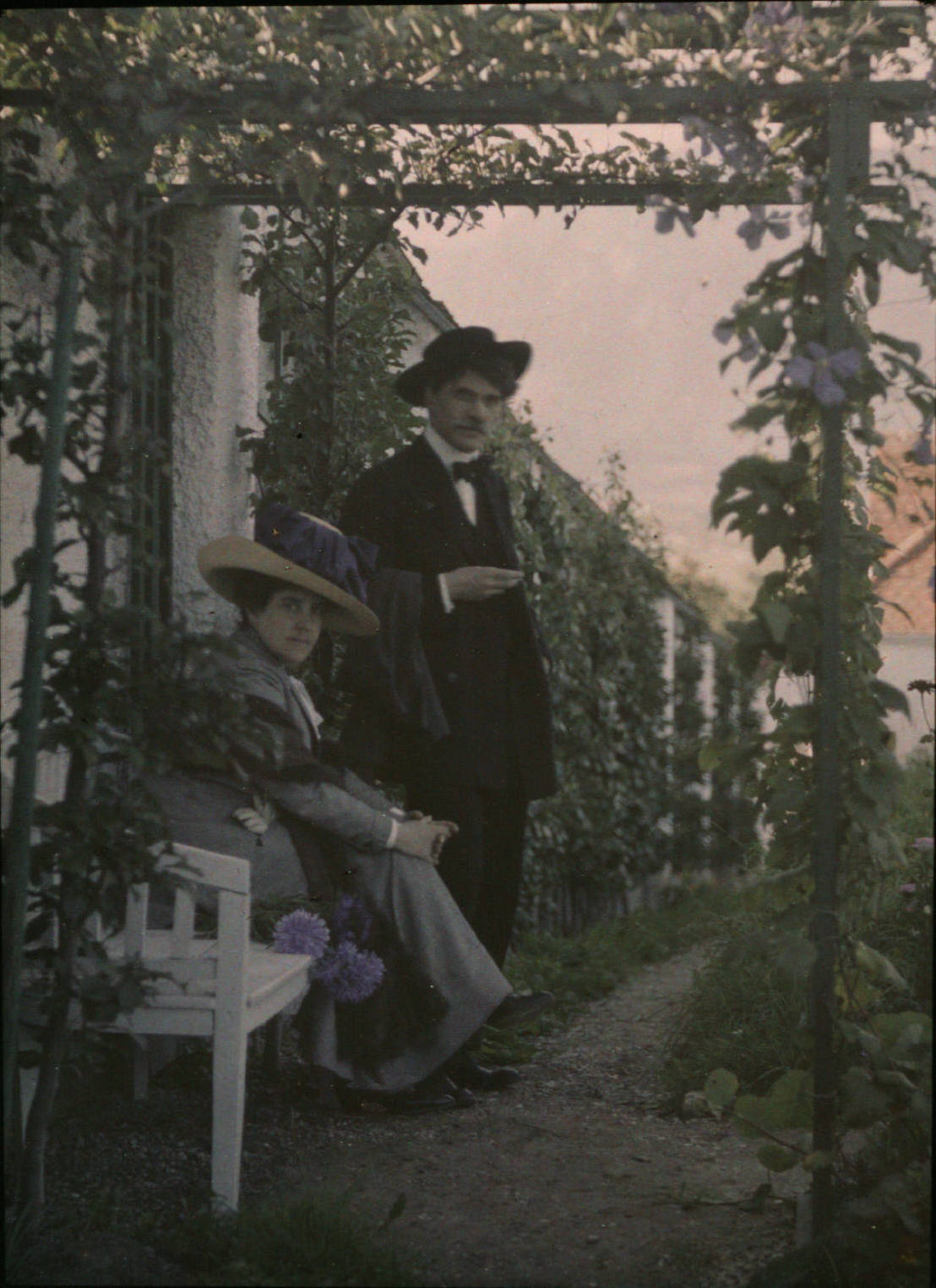
오토크롬 사진, 1915년경: 알프레드 스티글리츠와 그의 아내 에밀리. 이 사진은 스티글리츠의 작품으로 알려졌지만, 에드워드 스타이헨 또는 프랭크 유진의 작품일 가능성도 있다.

1916년 1월, 여성 참정권 운동가 아니타 폴리처는 스티글리츠에게 조지아 오키프의 목탄 드로잉 작품들을 보여주었다. 스티글리츠는 그녀의 작품에 깊은 인상을 받아 오키프를 직접 만나지도 않고, 허락도 받지 않은 채 그녀의 작품을 ‘291’에 전시하기로 결정했다. 오키프가 처음 이 사실을 알게 된 것은 5월 말, 친구로부터 자신의 드로잉이 갤러리에 전시되어 있다는 소식을 들었을 때였다. 그녀는 직접 ‘291’을 찾아가, 허락 없이 전시한 스티글리츠에게 항의했고 그제야 두 사람은 처음으로 만났다.
그 직후 오키프는 사진가 폴 스트랜드를 만나 서로 점점 더 애정 어린 편지를 주고받기 시작했다. 스트랜드가 이 새로운 설렘을 스티글리츠에게 고백하자, 스티글리츠는 자신 또한 오키프에게 깊이 끌리고 있다고 털어놓았다. 시간이 흐르며 스트랜드의 관심은 점점 식었고, 스티글리츠의 감정은 더욱 깊어졌다. 1917년 여름 무렵, 스티글리츠와 오키프는 서로에게 “가장 사적이고 복잡한 감정”을 나누는 편지를 주고받고 있었다.

### 오키프와 현대미술 (1918~1924)

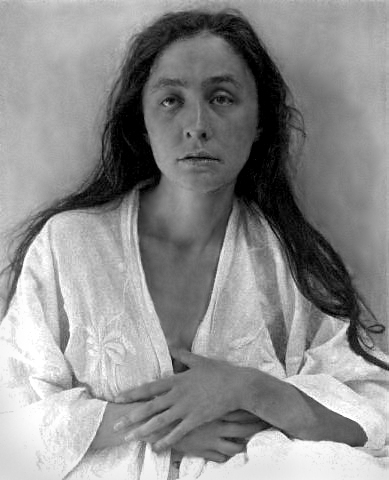
조지아 오키프의 초상, 스티글리츠 촬영, 1918년

1918년 6월 초, 스티글리츠의 약속에 따라 조지아 오키프는 조용한 작업 공간에서 그림을 그릴 수 있도록 뉴욕으로 이주해왔다. 한 달이 채 되지 않아 스티글리츠는 자신의 가족 아파트에서, 당시 부인 에미가 외출한 틈을 타 오키프의 누드 사진을 처음으로 촬영했다. 그러나 촬영이 한창이던 중 에미가 돌아왔고, 그녀는 이미 두 사람 사이에 무언가 있다고 의심하고 있었다. 그녀는 스티글리츠에게 “오키프를 그만 만나든지, 당장 나가든지”라고 말했다. 스티글리츠는 집을 떠났고, 곧바로 오키프와 함께 살 수 있는 새로운 거처를 찾았다. 처음 2주간 두 사람은 별도의 방에서 잠을 잤지만, 7월 말에는 한 침대에서 잠을 자게 되었고, 8월 중순 오클론(Oaklawn)을 방문했을 때 두 사람은 “마치 사랑에 빠진 십대처럼” 행동했다. “그들은 하루에도 몇 번씩 침실로 달려 올라갔고, 계단을 오르며 옷을 벗을 정도로 열정적이었다.”
오키프는 스티글리츠가 평생 찾고 원하던 ‘뮤즈’였다. 그는 1918년부터 1925년까지 오키프를 집요하게 촬영했으며, 이는 그의 인생에서 가장 생산적인 시기였다. 이 기간 동안 그는 오키프의 다양한 성격, 감정, 아름다움을 담은 사진 인화본 350장 이상을 제작했다. 특히 오키프의 신체 일부, 특히 손을 클로즈업하거나 얼굴, 머리카락 근처에 배치하는 구도를 자주 촬영했다. 오키프의 전기 작가 록사나 로빈슨(Roxanna Robinson)은 이 사진들에 대해 이렇게 말한다: “그녀의 개성은 이 사진들에서 핵심적이었고, 스티글리츠가 기록한 것은 그녀의 몸만큼이나 그녀의 성격이었다.”
1920년, 스티글리츠는 뉴욕의 앤더슨 갤러리의 미첼 케너리(Mitchell Kennerly)로부터 대형 사진전을 열어달라는 제안을 받았고, 1921년 초에는 1913년 이후 처음으로 자신의 단독 사진전을 개최했다. 146점의 전시작 중 17점만이 이전에 공개된 적이 있었고, 46점은 오키프를 촬영한 작품이었다. 이들 중 다수는 누드였지만, 그녀가 모델임을 밝히진 않았다.

이 전시의 도록에서 스티글리츠는 다음과 같은 유명한 선언문을 남겼다:
"나는 호보켄에서 태어났다. 나는 미국인이다. 사진은 나의 열정이다. 진리를 향한 탐구는 나의 집착이다."
그러나 잘 알려지지 않은 사실은, 그가 이 선언 다음에 다음과 같은 말로 덧붙였다는 점이다:
**참고: 위의 선언문에는 다음과 같은, 곧 ‘시대에 뒤처질’ 용어들이 포함되어 있지 않음: 예술, 과학, 아름다움, 종교, 모든 주의(ISM), 추상, 형식, 조형성, 객관성, 주관성, 고전 화가, 현대미술, 정신분석, 미학, 회화사진, 민주주의, 세잔, “291”, 금주법. 유일하게 '진리(TRUTH)'라는 단어는 끼어들었지만, 누구라도 그것을 빼내도 좋다."
1922년, 스티글리츠는 존 마린의 회화 및 에칭 대형전을 앤더슨 갤러리에서 열었고, 이어서 40여 명의 미국 작가가 참여한 200점 가까운 회화 경매를 주최했다. 이 경매에는 오키프의 작품도 포함되었다. 이러한 활동에 고무된 그는 그동안 해보지 않았던 창의적인 시도를 시작했다. 바로 단순히 형태와 아름다움만을 위한 구름 사진 시리즈였다. 그는 다음과 같이 설명했다:
"나는 구름을 찍으며 지난 40년간 사진에 대해 내가 배운 것을 확인하고 싶었다. 구름을 통해 내 삶의 철학을 담고 싶었다. 내 사진의 성공은 피사체 때문이 아니라는 걸 증명하고 싶었다 — 특별한 나무나 얼굴, 실내, 특권 때문이 아니라는 걸. 구름은 누구에게나 있는 것이니까..."
1922년 11월, 스티글리츠의 어머니 헤드비히가 세상을 떠났다. 그는 아버지가 돌아가셨을 때처럼 슬픔을 오직 작업에 쏟아부었다. 그는 폴 스트랜드와 그의 아내이자 화가인 레베카 솔즈버리와 함께 시간을 보냈고, 신예 사진가 에드워드 웨스턴의 작업도 검토했으며, 오키프의 새로운 전시회를 준비하기 시작했다. 1923년 초 오키프의 전시가 열렸고, 스티글리츠는 봄 내내 그녀의 작품 홍보에 집중했다. 결국 오키프의 그림 20점이 3,000달러 이상의 가격에 판매되었다. 그해 여름, 오키프는 다시 미국 남서부로 떠나 한적한 시간을 보냈고, 스티글리츠는 솔즈버리와 함께 뉴욕 북부의 가족 별장인 레이크 조지(Lake George)에 머물렀다. 그는 솔즈버리의 누드 사진을 촬영했고, 곧 그녀에게 매료되어 짧은 육체적 관계를 맺게 되었다. 가을에 돌아온 오키프는 이 사실을 눈치챘지만, 솔즈버리를 자신과의 관계에 위협이 될 존재로 보지 않았기에 아무 말 없이 넘겼다. 6년 뒤, 오키프는 뉴멕시코에서 스트랜드의 아내인 벡 스트랜드(Beck Strand)와 짧은 관계를 맺게 된다.
1924년, 스티글리츠는 마침내 법원으로부터 이혼 승인을 받았고, 4개월 후 그는 오키프와 결혼했다. 결혼식은 존 마린의 집에서 소규모 비공개로 치러졌으며, 별도의 피로연이나 신혼여행은 없었다. 오키프는 나중에 두 사람이 결혼한 이유에 대해, 당시 우울증과 환각 증세로 요양 중이던 스티글리츠의 딸 키티(Kitty)의 정서적 안정을 위한 것이었다고 말했다.

이후 두 사람의 관계에 대해 미국의 전기 작가 베니타 아이슬러는 이렇게 표현했다:
"그들의 결혼은 일종의 공모였다… 일종의 거래와 타협의 체계였고, 대부분 말없이 암묵적으로 이루어졌다. 대립보다 회피를 택한 오키프는 이 관계의 주도적인 공모자였다."
이후 몇 년간 오키프는 대부분의 시간을 뉴멕시코에서 그림을 그리는 데 보내게 되며, 스티글리츠는 뉴욕을 거의 떠나지 않았다. 예외는 여름에 애디론댁산맥의 레이크조지 타운에 위치한 아버지 가족 별장에 가는 것이었다. 오키프는 훗날 이렇게 말했다:
"스티글리츠는 건강염려증이 있어서, 의사로부터 80킬로 이상 떨어진 곳에는 있을 수 없었다."
1924년 말, 스티글리츠는 자신의 사진 27점을 보스턴 미술관에 기증했으며, 이는 주요 미술관이 사진을 처음으로 영구 소장품으로 인정한 사례였다. 같은 해 그는 영국 왕립사진학회(Royal Photographic Society)로부터 사진 발전에 기여한 공로로 진보 훈장(Progress Medal)을 수상하고, 명예 펠로우(Fellowship)에도 올랐다.

### 친밀한 갤러리와 ‘An American Place’ (1925~1937)
1925년, 스티글리츠는 앤더슨 갤러리로부터 미국 미술 역사상 가장 대규모 전시 중 하나를 기획해달라는 제안을 받았다. 전시 제목은 Alfred Stieglitz Presents Seven Americans: 159 Paintings, Photographs, and Things, Recent and Never Before Publicly Shown 이었고, 참여 작가로는 알프레드 스티글리츠 외에도 아서 G. 도브, 마스덴 하틀리, 존 마린, 찰스 디머스, 폴 스트랜드, 그리고 그의 아내 조지아 오키프 등이 있었다. 그러나 전시가 3주 동안 진행되는 동안 오키프의 작은 회화 한 점만이 판매되었을 뿐이었다.
오키프는 메이블 닷지의 초청을 받아 여름 동안 뉴멕시코로 떠났다. 스티글리츠는 오키프가 자리를 비운 틈을 타 도러시 노먼을 촬영하기 시작했고, 그녀에게 인화 기술까지 가르치기 시작했다. 노먼이 둘째 아이를 출산한 후 약 두 달간 갤러리를 떠났다가 다시 복귀했다.
1929년 초, 스티글리츠는 자신이 운영하던 '룸(The Room)'이 위치한 건물이 연말에 철거될 예정이라는 통보를 받았다. 그는 5월 디머스의 전시를 마지막으로 갤러리를 정리하고, 지친 상태로 레이크 조지로 물러났다. 이에 스트랜드 부부는 스티글리츠를 위한 새 갤러리 마련을 위해 1만6천 달러에 가까운 금액을 모금했다. 그러나 스티글리츠는 이 일에 냉소적인 반응을 보이며, “이제 젊은 세대들이 내가 오랫동안 짊어져 온 짐의 일부는 맡아야 할 때”라고 말했다.
그해 늦가을, 스티글리츠는 뉴욕으로 돌아왔다. 그리고 12월 15일, 그의 65세 생일을 불과 2주 앞둔 날, 그는 An American Place라는 새 갤러리를 열었다. 그가 운영한 갤러리 중 가장 규모가 컸으며, 뉴욕 내에서 그가 처음으로 갖게 된 암실(darkroom)도 있었다. 이전까지 그는 남의 암실을 빌리거나, 레이크 조지에 머물 때만 인화 작업을 했다. 이후 16년간 그는 친구들인 마린, 디머스, 하틀리, 도브, 스트랜드 등의 단독 또는 그룹전을 꾸준히 열었고, 오키프는 매년 최소 한 번씩 대규모 개인전을 열 수 있었다. 그는 오키프의 작품에 대한 접근을 철저히 통제했고, 비평가들의 혹평에도 불구하고 그녀의 작업을 끊임없이 홍보했다. 이 시기, 두 사람은 여름철 오키프의 뉴멕시코 집이 더울 때만 잠시 만났고, 그 외에는 거의 매주 편지를 주고받았다. 그 편지는 마치 영혼의 동반자들이 주고받는 것처럼 열정적이었다.

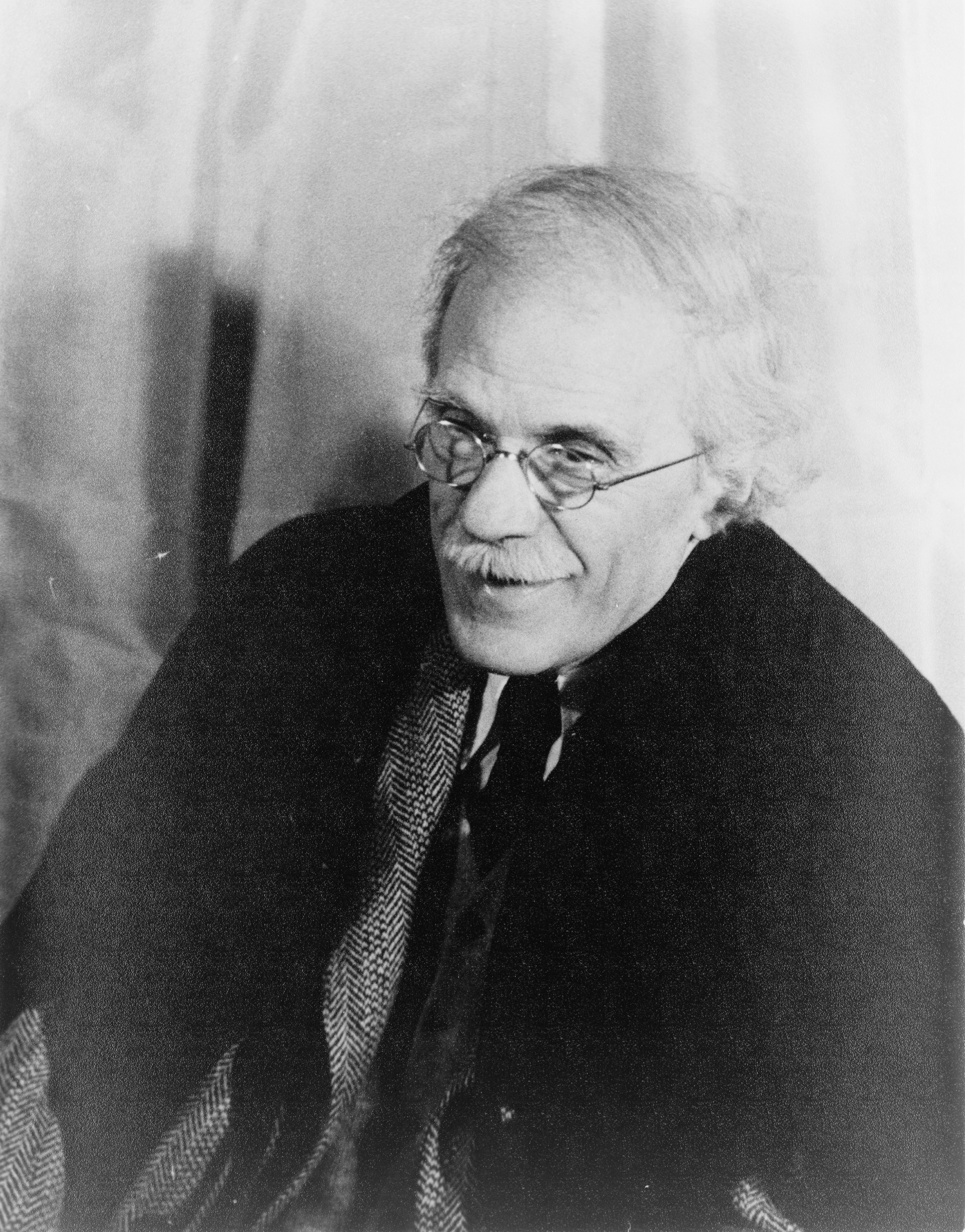
1935년, 칼 반 베흐텐이 촬영한 알프레드 스티글리츠

1932년, 스티글리츠는 자신의 40년 경력 회고전을 An American Place에서 열었다. 그는 자신의 가장 유명한 사진들을 포함시켰지만, 동시에 오키프를 최근에 찍은 사진도 함께 전시했다. 오키프는 뉴멕시코의 강한 햇볕 아래에서 오랜 시간을 보냈기 때문에, 45세라는 나이보다 더 나이 들어 보였다. 그와 대조적으로, 그의 젊은 연인이었던 도로시 노먼의 초상은 훨씬 젊고 생기 있게 보였다. 이는 스티글리츠가 오키프에게 공개적으로 드물게 악의적으로 행동한 사례 중 하나였으며, 그녀의 예술에 대한 그의 통제를 두고 두 사람 사이에 점점 더 격화되던 사적 갈등의 결과였을 가능성이 있다.

같은 해 말, 그는 오키프의 작품을 레베카 솔즈버리의 미숙한 유리 그림들과 나란히 전시했다. 그는 이 전시에 대한 도록도 발행하지 않았고, 이는 스트랜드 부부에게는 모욕처럼 느껴졌다. 폴 스트랜드는 이 일을 절대 용서하지 않았다. 그는 이렇게 말했다:
“1907년 내가 포토-시세션 291 갤러리에 처음 들어갔던 날은 내 인생에서 위대한 순간이었다… 하지만 1932년 An American Place를 떠난 날도 마찬가지로 훌륭한 날이었다. 그것은 신선한 공기, 그리고 나에게는 이미 2류, 타락, 무의미해져버린 어떤 것에서 벗어난 해방이었다.”
1936년, 스티글리츠는 사진계로 다시 잠시 돌아와 뉴욕에서 앤설 애덤스의 첫 전시 중 하나를 열었다. 전시는 성공적이었고, 데이비드 맥앨핀은 아담스의 사진 8점을 구입했다. 그는 또한 2년 뒤 엘리엇 포터(Eliot Porter)의 초기 전시 중 하나도 열었다. 현대 사진의 대부(Godfather of Modern Photography) 로 불린 스티글리츠는 토드 웹(Todd Webb)에게도 자신의 스타일을 개발하고 사진 매체에 몰입하라고 격려했다.

### 말년 (1938~1946)
1946년 여름, 스티글리츠는 치명적인 뇌졸중을 겪고 혼수상태에 빠졌다. 이 소식을 들은 오키프는 뉴욕으로 돌아왔고, 병실 안에 도로시 노먼이 있는 것을 발견했다. 노먼은 병실을 떠났고, 이후 스티글리츠가 세상을 떠날 때 곁에 있던 사람은 오키프였다. 스티글리츠의 유언에 따라 단출한 장례식이 치러졌으며, 그의 가장 가까운 친구들과 가족 20여 명이 참석했다. 그는 화장되었고, 오키프는 조카 엘리자베스 데이비슨과 함께 그의 유해를 레이크 조지로 가져가 “물이 들리는 곳”에 그를 묻었다. 장례식 다음 날, 오키프는 An American Place의 운영권을 인수했다.

## 작품

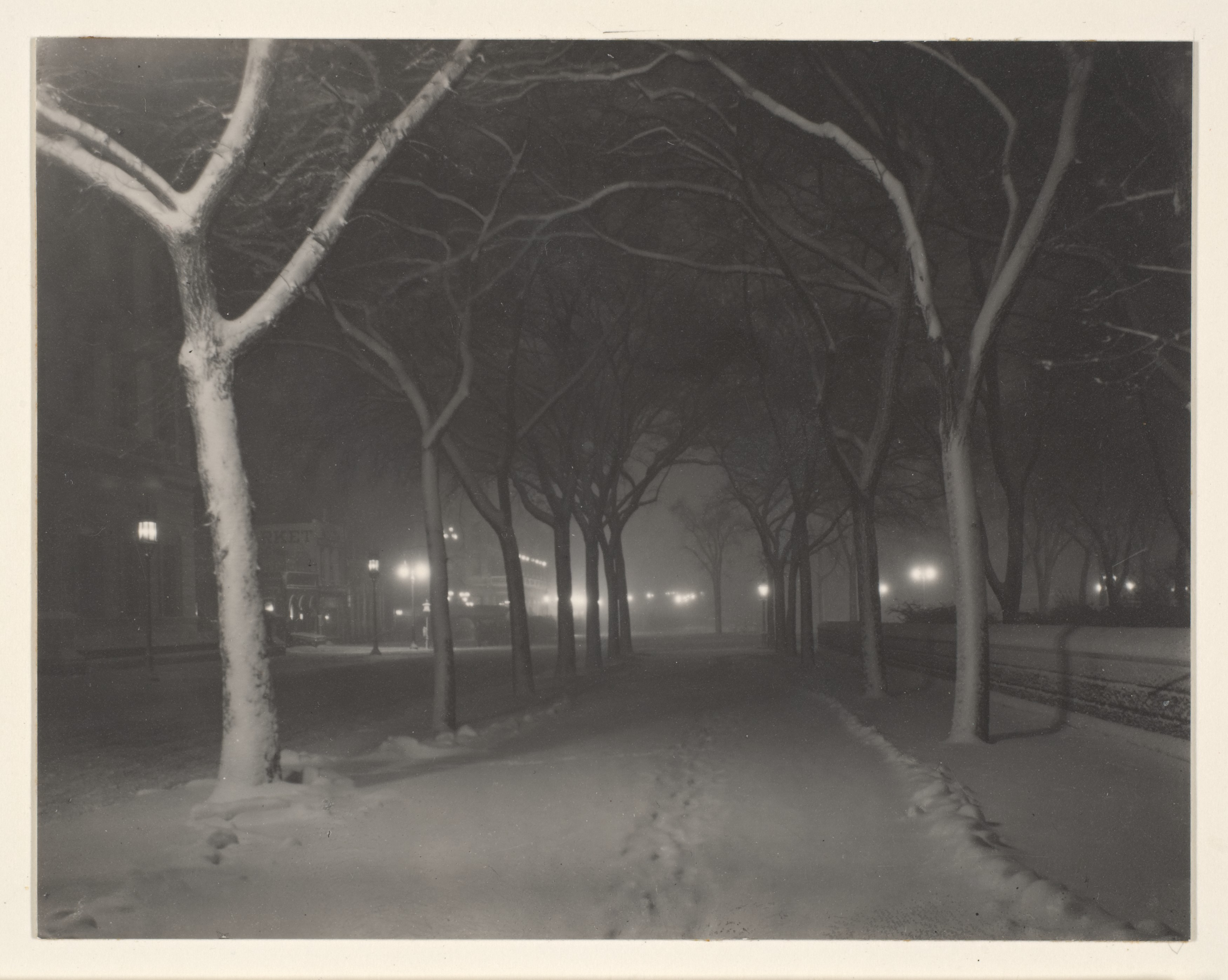
《얼음 같은 밤》, 1898년
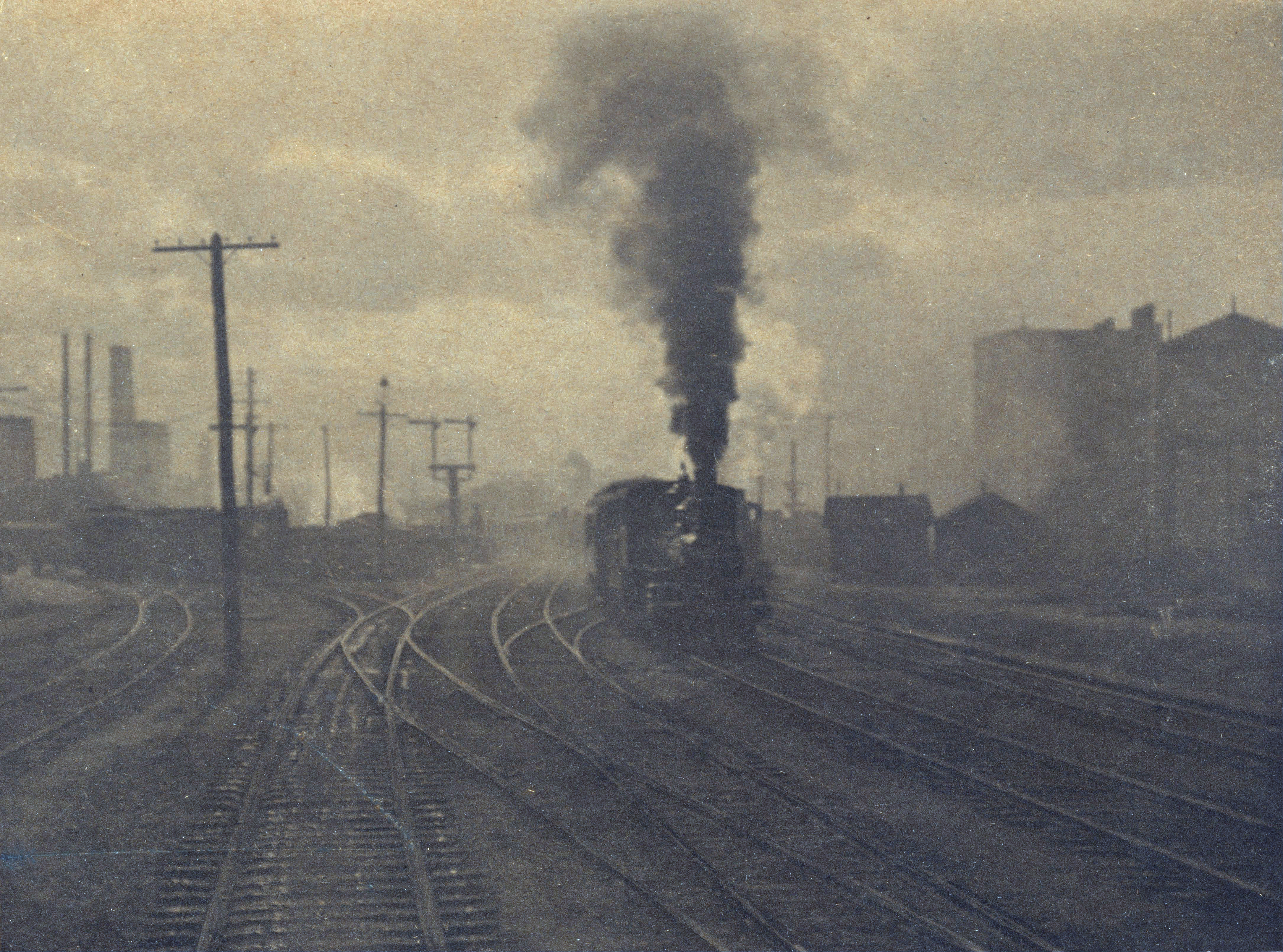
《인간의 손》, 1902년
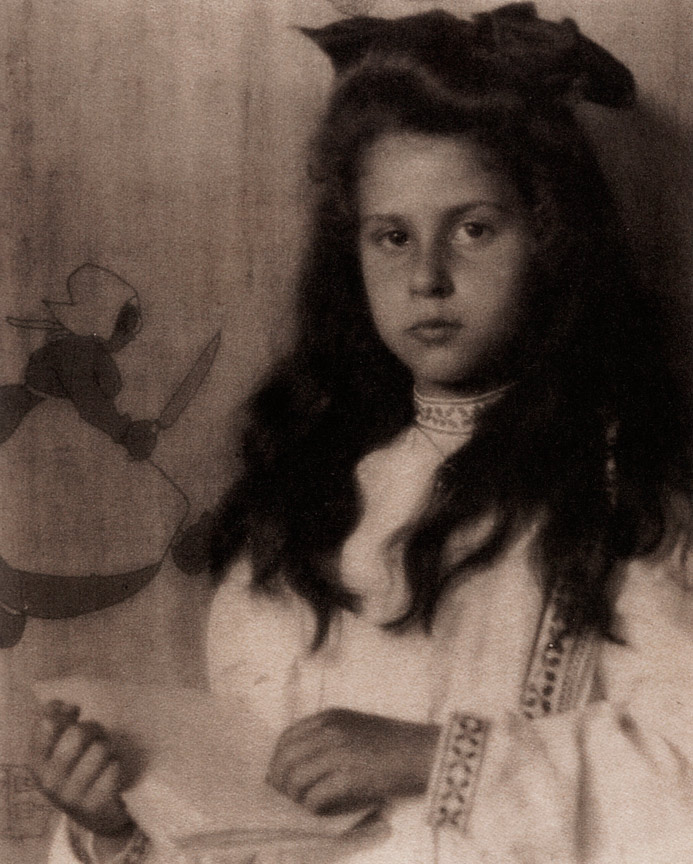
캐서린, 1905년
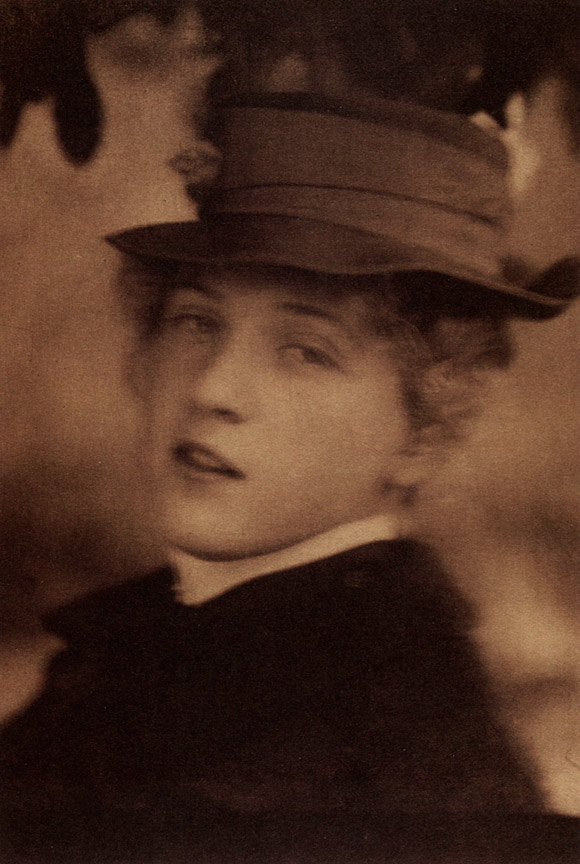
《미스 S.R.》, 1905년
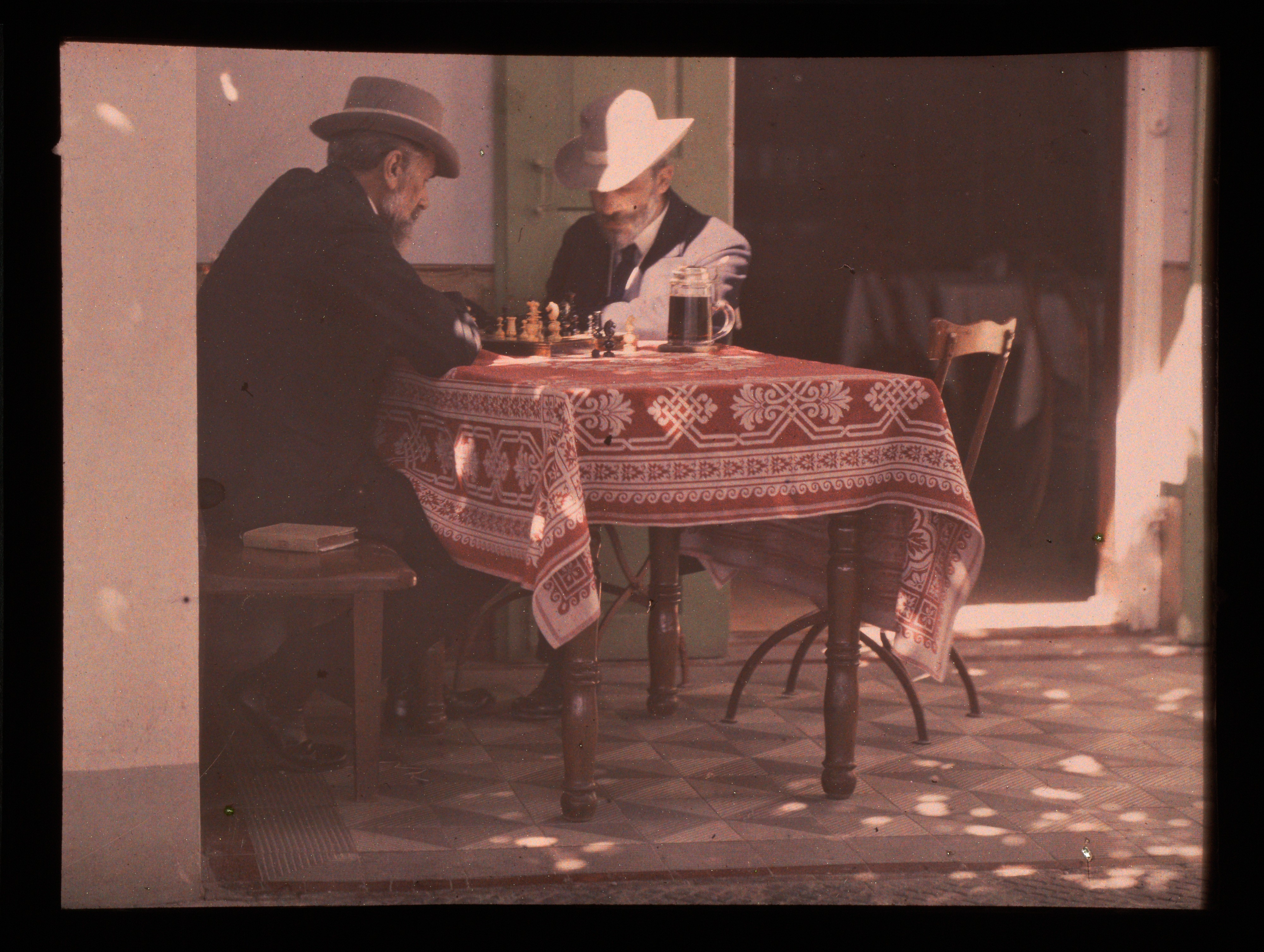
《체스를 두는 두 남성》, 오토크롬, 1907년
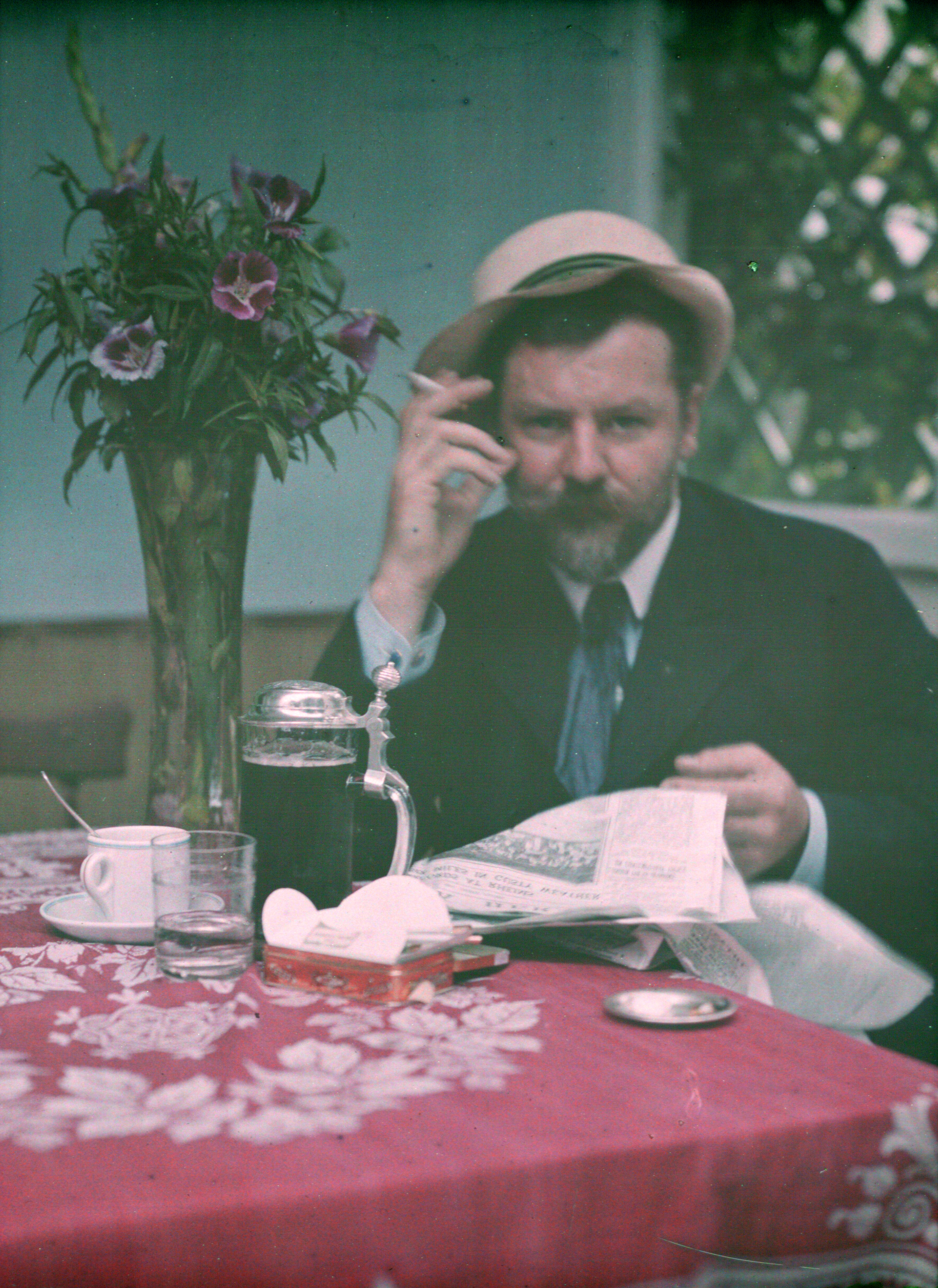
프랭크 유진, 오토크롬, 1907년경
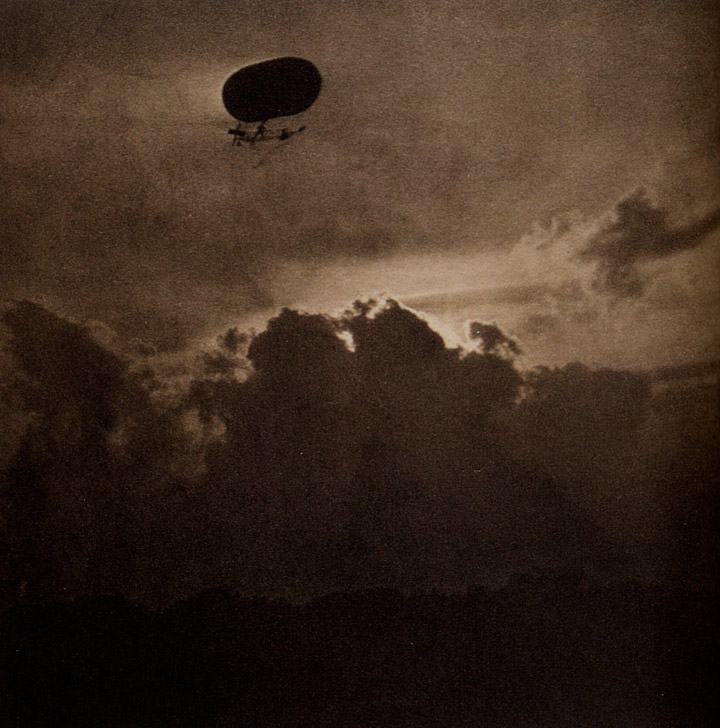
《비행선》, 1910년
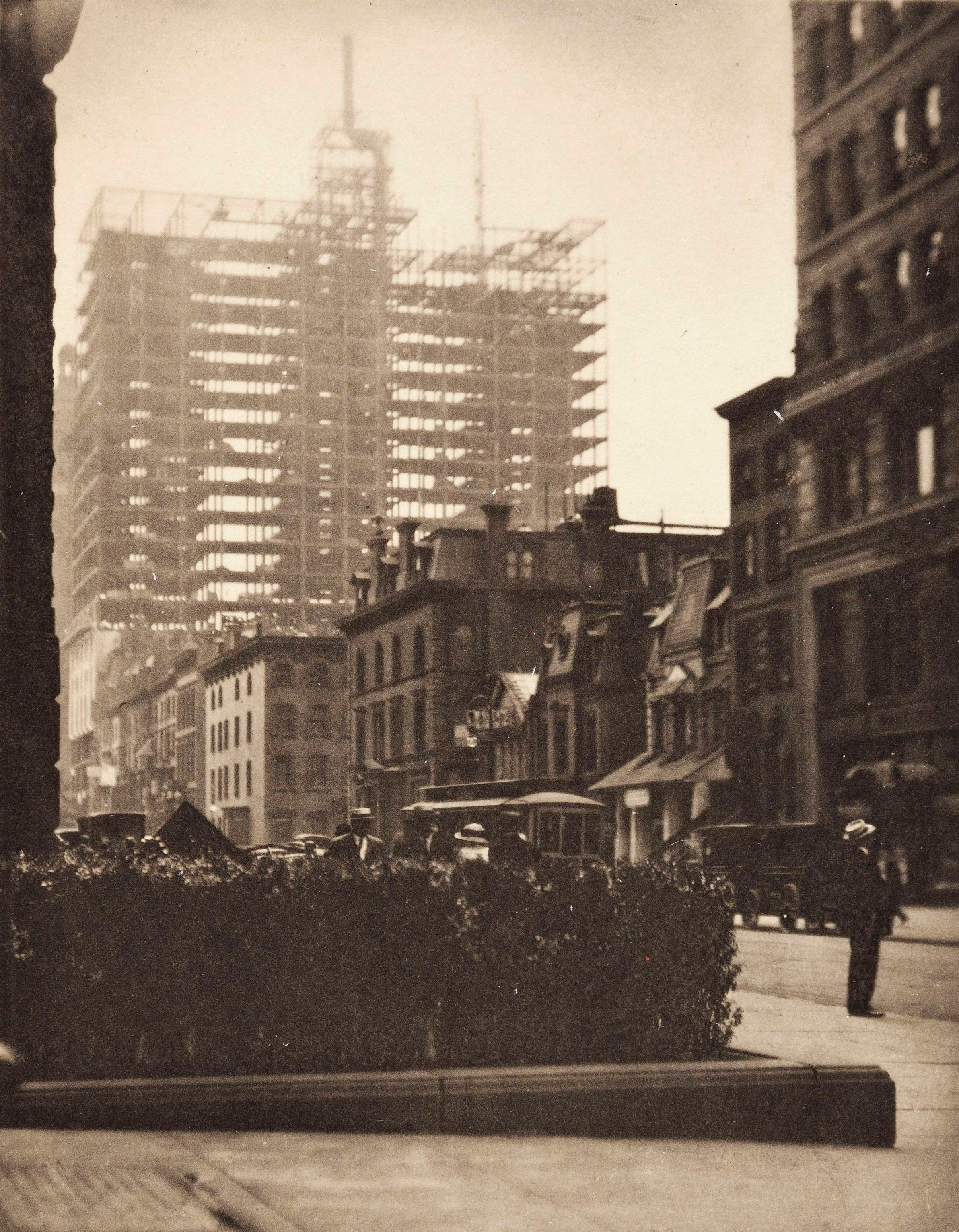
《옛 뉴욕과 새로운 뉴욕》, 1910년
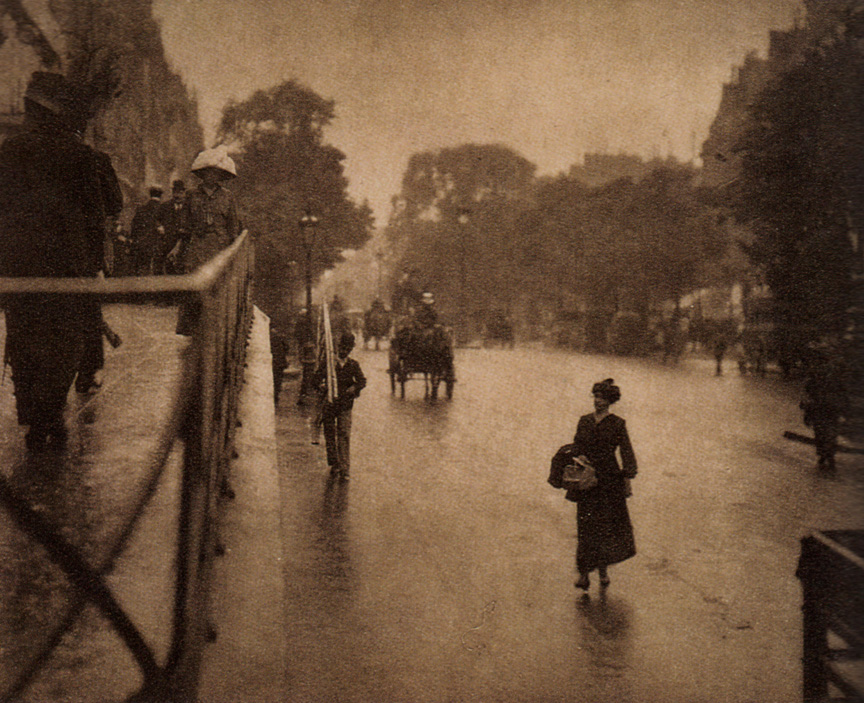
《파리의 스냅 사진》, 1911년
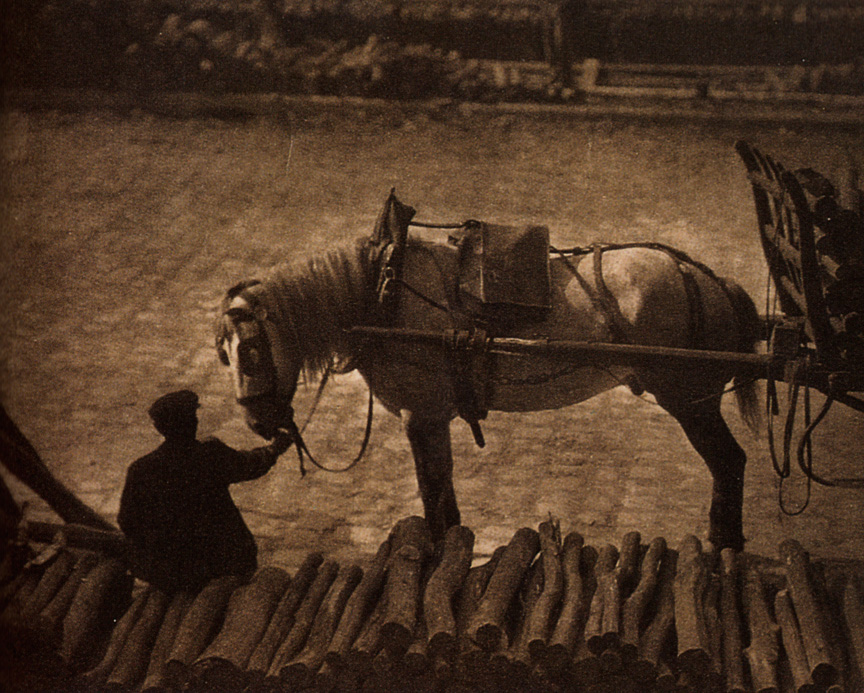
《파리의 스냅 사진》, 1911년
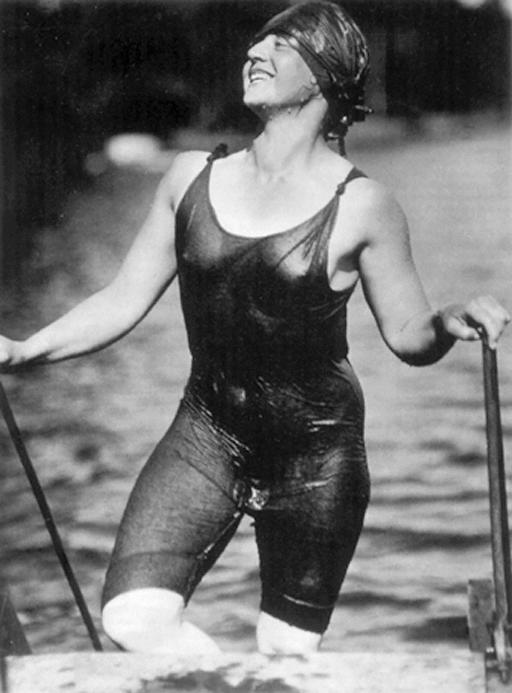
Ellen Koeniger, 레이크조지 타운, 1916년
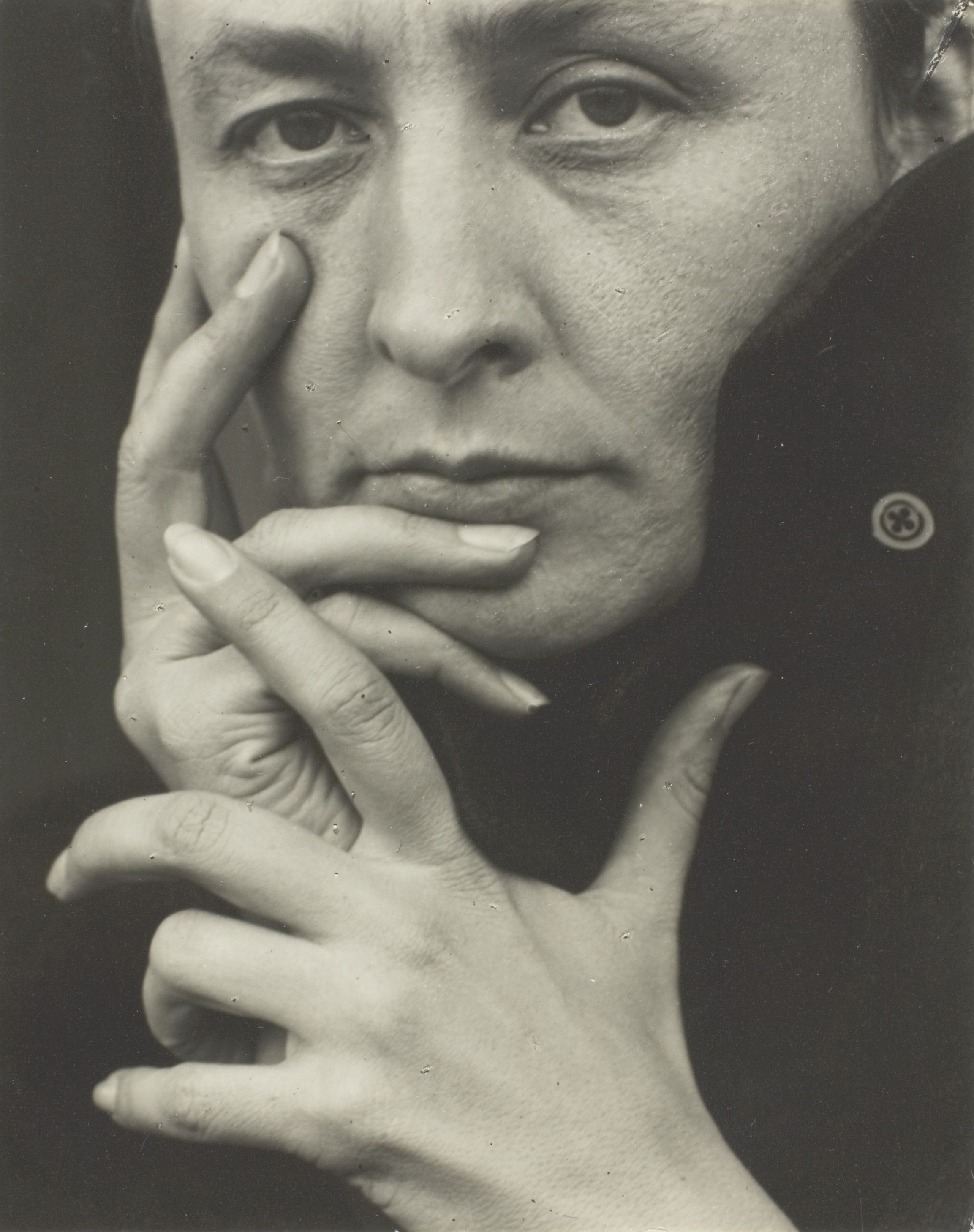
조지아 오키프, 1918년
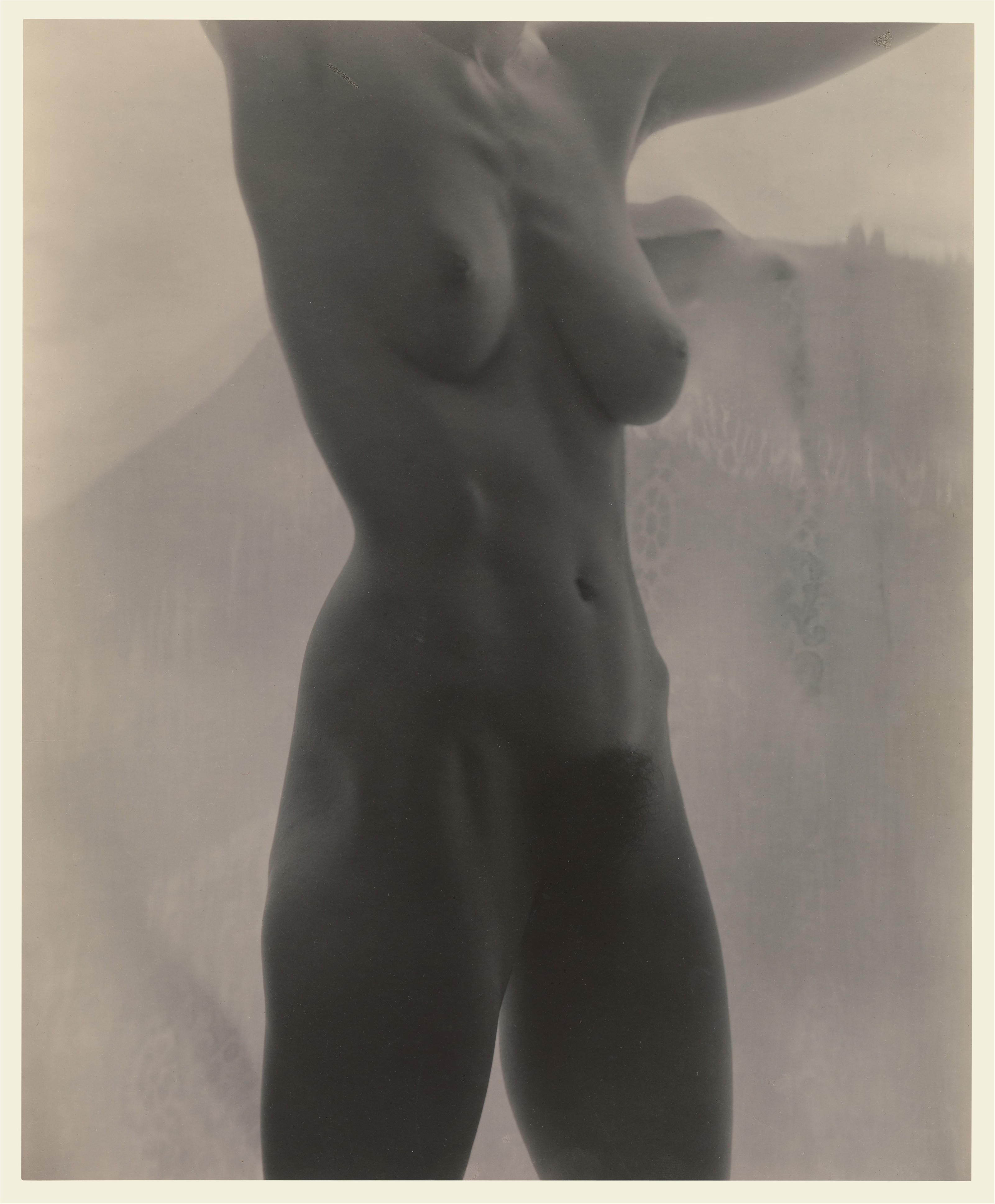
《조지아 오키프-토르소》, 1918년
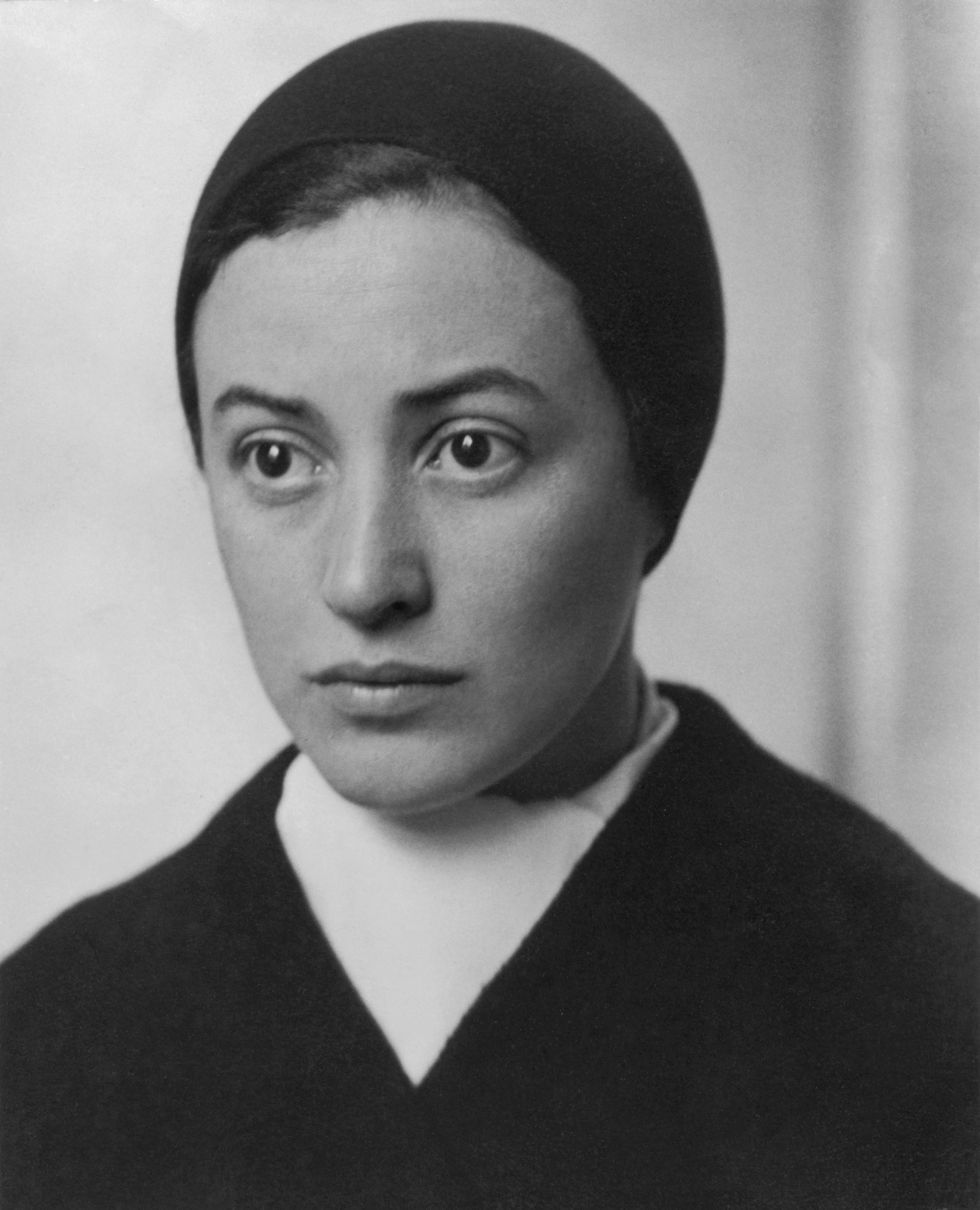
도로시 노먼, 1932년
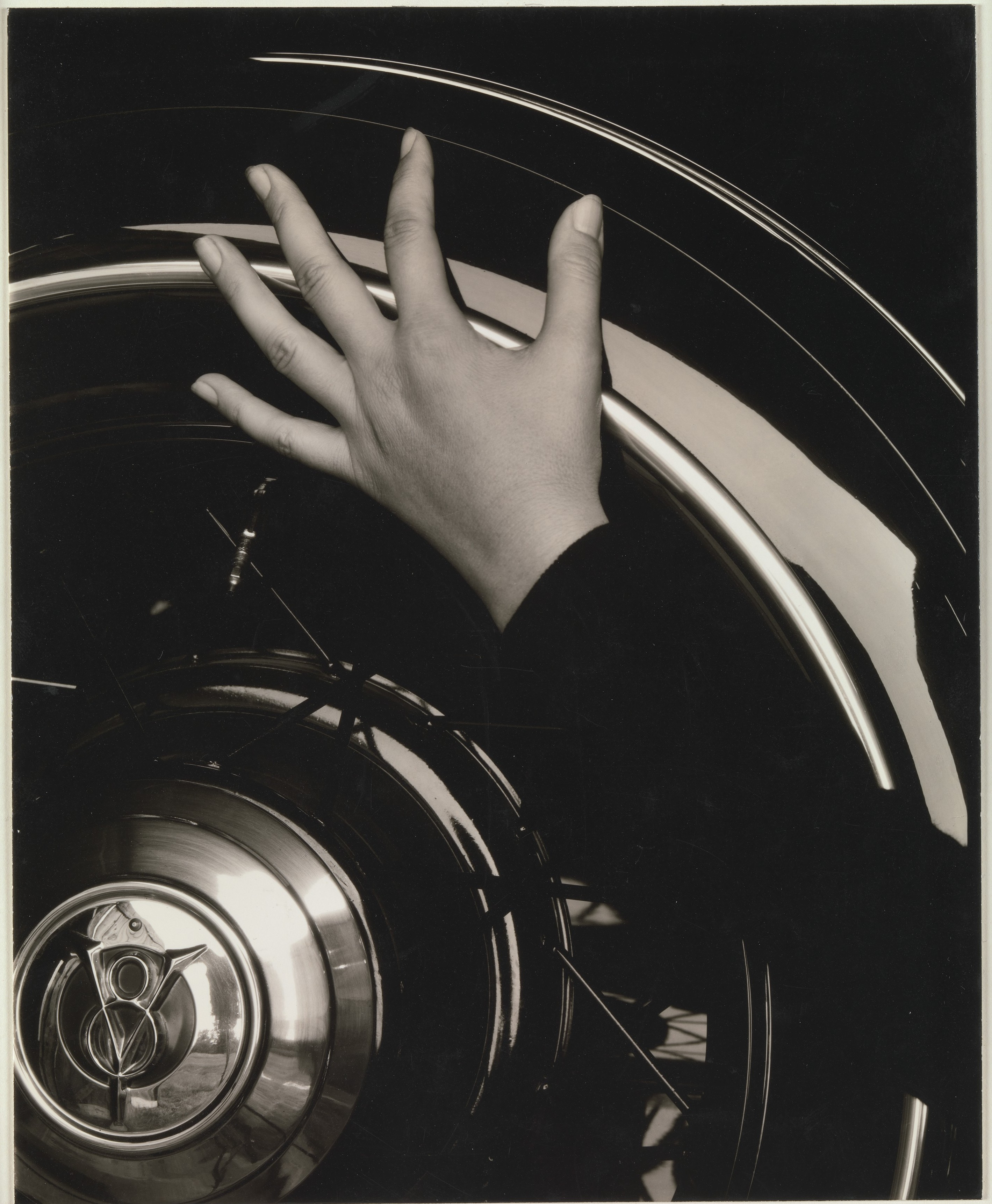
《조지아 오키프의 손과 바퀴》, 1933년

## 참고 문헌
- Hostetler, Lisa. "Alfred Stieglitz (1864–1946) and American Photography." In Heilbrunn Timeline of Art History. New York: The Metropolitan Museum of Art, 2000–. (October 2004)
- Search-light (1925년 4월 18일). “291”. Profiles. 《The New Yorker》. 1권 9호. 9–10쪽.
- Voorhies, James. "Alfred Stieglitz (1864–1946) and His Circle." In Heilbrunn Timeline of Art History. New York: The Metropolitan Museum of Art, 2000–. (October 2004)
- Weston Naef (General Editor) (1995), Alfred Stieglitz: Photographs from the J. Paul Getty Museum, Getty Publications.